# Liste de monuments aux morts français surmontés d'une croix de guerre

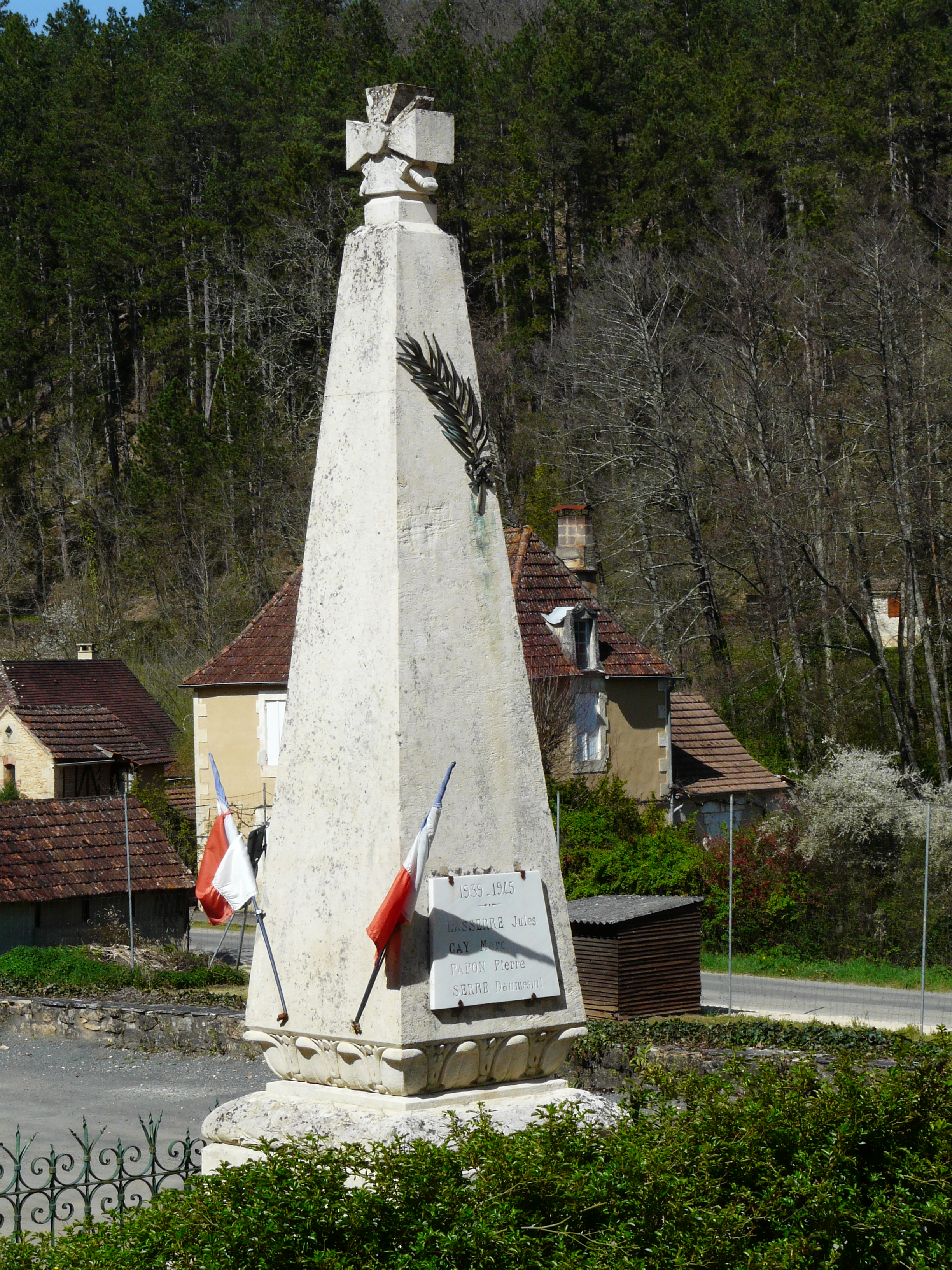
Journiac.

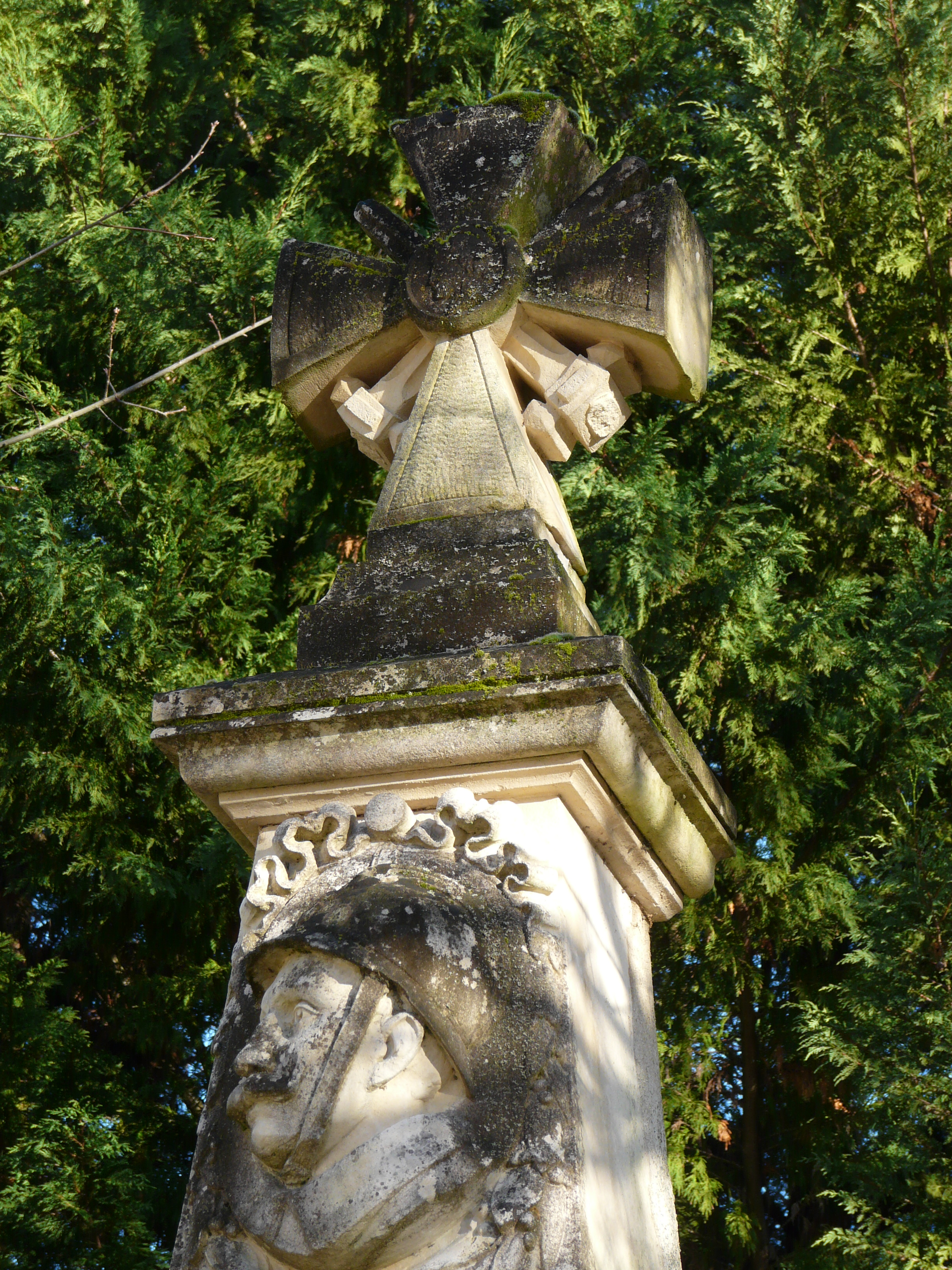
Saint-Amand-de-Vergt.

La croix de guerre 1914-1918, plus ou moins épurée, est un des symboles les plus fréquents (et peut-être le plus fréquent) décorant le sommet des monuments aux morts de France.
La simplification du symbole est par exemple obtenue par la suppression des deux épées dressées se croisant au centre de la croix pattée, comme à Brossainc  ou à Condé-sur-Vesgre.
Parfois, si les épées sont effectivement présentes, les motifs ne sont que taillés à la surface du matériau : pour des raisons de solidité et/ou d'entretien, la croix de guerre apparaît donc plutôt de loin sous la silhouette d'un disque de pierre, pas ou peu évidé, comme à Plaisir ou à Jumel.
Ce symbole militaire n'est pas plus privilégié dans une région plutôt qu'une autre. La liste non exhaustive ci-dessous, n'inclut pas la mention d'édifices décorés d'une croix de guerre présente ailleurs qu'au sommet de l'obélisque, qu'elle soit sculptée dans la pierre à la surface de son fût quadrangulaire ou réalisée en métal et fixée sur une des faces.
Des monuments (dans l'Allier par exemple, à Bizeneuille, Cérilly, La Chapelaude et Vallon-en-Sully), dont la partie supérieure ornée d'une croix de guerre apposée en façade est évidée, dessinant ainsi comme quatre petits piliers trapus soutenant une sorte de coffre, qui ne peut être interprété que comme une variante de l'urne funéraire.
Les monuments sont classés par ordre alphabétique de départements et, au sein de ceux-ci, par ordre alphabétique de communes, ou anciennes communes.

## Ain
Pour un article plus général, voir Liste des monuments aux morts dans l'Ain.
| Œuvre              | Auteur       | Commune             | Localisation    | Notes | Installation | Coordonnées    | Illustration       |
| ------------------ | ------------ | ------------------- | --------------- | ----- | ------------ | -------------- | ------------------ |
| Monument aux morts | À déterminer | Attignat            | À déterminer    |       | À déterminer | à géolocaliser | Monument aux morts |
| Monument aux morts | À déterminer | Brénod              | À déterminer    |       | À déterminer | à géolocaliser | Monument aux morts |
| Monument aux morts | À déterminer | Étrez               | À déterminer    |       | À déterminer | à géolocaliser | Monument aux morts |
| Monument aux morts | À déterminer | Grand-Corent        | À déterminer    |       | À déterminer | à géolocaliser | Monument aux morts |
| Monument aux morts | À déterminer | Marboz              | Devant l'église |       | À déterminer | à géolocaliser | Monument aux morts |
| Monument aux morts | À déterminer | Montrevel-en-Bresse | À déterminer    |       | À déterminer | à géolocaliser | Monument aux morts |
| Monument aux morts | À déterminer | Pressiat            | À déterminer    |       | À déterminer | à géolocaliser | Monument aux morts |

## Aisne
Pour un article plus général, voir Liste des monuments aux morts dans l'Aisne.
| Œuvre              | Auteur       | Commune                     | Localisation                           | Notes | Installation | Coordonnées                      | Illustration                     |
| ------------------ | ------------ | --------------------------- | -------------------------------------- | ----- | ------------ | -------------------------------- | -------------------------------- |
| Monument aux morts | À déterminer | Any-Martin-Rieux            | À déterminer                           |       | 1921         | à géolocaliser                   | Image manquante                  |
| Monument aux morts | À déterminer | Barenton-Cel                | À déterminer                           |       | 1936         | à géolocaliser                   | Monument aux morts               |
| Monument aux morts | À déterminer | Beugneux                    | Sur la place de la Mairie              |       | 1920         | à géolocaliser                   | Image manquante                  |
| Monument aux morts | À déterminer | Bruyères-sur-Fère           | À déterminer                           |       | À déterminer | à géolocaliser                   | Image manquante                  |
| Monument aux morts | À déterminer | Burelles                    | Au chevet l'église Saint-Martin        |       | À déterminer | à géolocaliser                   | Monument aux morts               |
| Monument aux morts | À déterminer | Chaillevois                 | À déterminer                           |       | À déterminer | à géolocaliser                   | Monument aux morts               |
| Monument aux morts | À déterminer | Châtillon-lès-Sons          | À déterminer                           |       | À déterminer | à géolocaliser                   | Monument aux morts               |
| Monument aux morts | À déterminer | Chéry-lès-Pouilly           | À déterminer                           |       | À déterminer | à géolocaliser                   | Image manquante                  |
| Monument aux morts | À déterminer | Chéry-lès-Rozoy             | À côté de l'église Saint-Jean-Baptiste |       | À déterminer | à géolocaliser                   | Monument aux morts               |
| Monument aux morts | À déterminer | Chevregny                   | À déterminer                           |       | À déterminer | à géolocaliser                   | Image manquante                  |
| Monument aux morts | À déterminer | Chivy-lès-Étouvelles        | À déterminer                           |       | À déterminer | à géolocaliser                   | Monument aux morts               |
| Monument aux morts | À déterminer | Cierges                     | À déterminer                           |       | À déterminer | à géolocaliser                   | Monument aux morts               |
| Monument aux morts | À déterminer | Courtemont-Varennes         | À déterminer                           |       | À déterminer | à géolocaliser                   | Image manquante                  |
| Monument aux morts | À déterminer | Crépy                       | À côté de l'église                     |       | À déterminer | à géolocaliser                   | Image manquante                  |
| Monument aux morts | À déterminer | Essises                     | À déterminer                           |       | À déterminer | 48° 57′ 41″ nord, 3° 25′ 14″ est | Monument aux morts d'Essises     |
| Monument aux morts | À déterminer | Fontenoy                    | À déterminer                           |       | À déterminer | à géolocaliser                   | Monument aux morts               |
| Monument aux morts | À déterminer | Harcigny                    | À côté de l'église Saint-Martin        |       | À déterminer | à géolocaliser                   | Monument aux morts               |
| Monument aux morts | À déterminer | Housset                     | À déterminer                           |       | À déterminer | à géolocaliser                   | Monument aux morts               |
| Monument aux morts | À déterminer | Jeantes                     | À déterminer                           |       | À déterminer | à géolocaliser                   | Monument aux morts               |
| Monument aux morts | À déterminer | La Chapelle-sur-Chézy       | À déterminer                           |       | À déterminer | à géolocaliser                   | Image manquante                  |
| Monument aux morts | À déterminer | Lizy                        | À déterminer                           |       | À déterminer | à géolocaliser                   | Monument aux morts               |
| Monument aux morts | À déterminer | Macquigny                   | À déterminer                           |       | À déterminer | à géolocaliser                   | Monument aux morts               |
| Monument aux morts | À déterminer | Mesnil-Saint-Laurent        | À déterminer                           |       | À déterminer | à géolocaliser                   | Monument aux morts               |
| Monument aux morts | À déterminer | Monceau-le-Neuf-et-Faucouzy | À déterminer                           |       | À déterminer | à géolocaliser                   | Monument aux morts               |
| Monument aux morts | À déterminer | Montfaucon                  | À déterminer                           |       | 1924         | 48° 56′ 37″ nord, 3° 25′ 45″ est | Monument aux morts de Montfaucon |
| Monument aux morts | À déterminer | Montloué                    | À déterminer                           |       | À déterminer | à géolocaliser                   | Monument aux morts               |
| Monument aux morts | À déterminer | Morgny-en-Thiérache         | À déterminer                           |       | À déterminer | à géolocaliser                   | Monument aux morts               |
| Monument aux morts | À déterminer | Mortiers                    | À déterminer                           |       | À déterminer | à géolocaliser                   | Monument aux morts               |
| Monument aux morts | À déterminer | Renneval                    | À déterminer                           |       | À déterminer | à géolocaliser                   | Monument aux morts               |
| Monument aux morts | À déterminer | Villequier-Aumont           | À déterminer                           |       | À déterminer | à géolocaliser                   | Monument aux morts               |

## Allier
Pour un article plus général, voir Liste des monuments aux morts dans l'Allier.
| Œuvre              | Auteur       | Commune            | Localisation                     | Notes | Installation | Coordonnées    | Illustration       |
| ------------------ | ------------ | ------------------ | -------------------------------- | ----- | ------------ | -------------- | ------------------ |
| Monument aux morts | À déterminer | Aurouër            | À déterminer                     |       | À déterminer | à géolocaliser | Monument aux morts |
| Monument aux morts | À déterminer | Besson             | À déterminer                     |       | À déterminer | à géolocaliser | Image manquante    |
| Monument aux morts | À déterminer | Blomard            | À côté de l'église Saint-Maurice |       | 1921         | à géolocaliser | Monument aux morts |
| Monument aux morts | Paul Moretti | Bresnay            | Dans le cimetière                |       | À déterminer | à géolocaliser | Image manquante    |
| Monument aux morts | À déterminer | Charroux           | À déterminer                     |       | À déterminer | à géolocaliser | Monument aux morts |
| Monument aux morts | À déterminer | Contigny           | À déterminer                     |       | À déterminer | à géolocaliser | Image manquante    |
| Monument aux morts | À déterminer | Hérisson           | À côté de l'église Notre-Dame    |       | À déterminer | à géolocaliser | Monument aux morts |
| Monument aux morts | À déterminer | Monétay-sur-Allier | À déterminer                     |       | À déterminer | à géolocaliser | Image manquante    |
| Monument aux morts | À déterminer | Murat              | À déterminer                     |       | À déterminer | à géolocaliser | Image manquante    |
| Monument aux morts | À déterminer | Nades              | À déterminer                     |       | À déterminer | à géolocaliser | Image manquante    |

## Alpes-de-Haute-Provence
| Œuvre              | Auteur       | Commune | Localisation | Notes | Installation | Coordonnées    | Illustration       |
| ------------------ | ------------ | ------- | ------------ | ----- | ------------ | -------------- | ------------------ |
| Monument aux morts | À déterminer | Claret  | À déterminer |       | À déterminer | à géolocaliser | Monument aux morts |

## Ardèche
Pour un article plus général, voir Monuments aux morts de l'Ardèche.
- Brossainc.

## Ardennes
| Œuvre              | Auteur       | Commune              | Localisation | Notes | Installation | Coordonnées    | Illustration       |
| ------------------ | ------------ | -------------------- | ------------ | ----- | ------------ | -------------- | ------------------ |
| Monument aux morts | À déterminer | Authe                | À déterminer |       | À déterminer | à géolocaliser | Monument aux morts |
| Monument aux morts | À déterminer | Blanzy-la-Salonnaise | À déterminer |       | À déterminer | à géolocaliser | Image manquante    |
| Monument aux morts | À déterminer | Bignicourt           | À déterminer |       | À déterminer | à géolocaliser | Monument aux morts |
| Monument aux morts | À déterminer | Dommery              | À déterminer |       | À déterminer | à géolocaliser | Monument aux morts |
| Monument aux morts | À déterminer | La Grandville        | À déterminer |       | À déterminer | à géolocaliser | Monument aux morts |
| Monument aux morts | À déterminer | Haudrecy             | À déterminer |       | À déterminer | à géolocaliser | Monument aux morts |
| Monument aux morts | À déterminer | Hauteville           | À déterminer |       | À déterminer | à géolocaliser | Monument aux morts |

## Ariège
| Œuvre              | Auteur       | Commune              | Localisation | Notes | Installation | Coordonnées    | Illustration    |
| ------------------ | ------------ | -------------------- | ------------ | ----- | ------------ | -------------- | --------------- |
| Monument aux morts | À déterminer | Saint-Jean-de-Verges | À déterminer |       | À déterminer | à géolocaliser | Image manquante |

## Aube
| Œuvre              | Auteur       | Commune           | Localisation | Notes | Installation | Coordonnées    | Illustration       |
| ------------------ | ------------ | ----------------- | ------------ | ----- | ------------ | -------------- | ------------------ |
| Monument aux morts | À déterminer | Avon-la-Pèze      | À déterminer |       | À déterminer | à géolocaliser | Monument aux morts |
| Monument aux morts | À déterminer | Échemines         | À déterminer |       | À déterminer | à géolocaliser | Monument aux morts |
| Monument aux morts | À déterminer | Rigny-la-Nonneuse | À déterminer |       | À déterminer | à géolocaliser | Monument aux morts |

## Aveyron
| Œuvre              | Auteur       | Commune                       | Localisation                                                            | Notes | Installation | Coordonnées                      | Illustration       |
| ------------------ | ------------ | ----------------------------- | ----------------------------------------------------------------------- | ----- | ------------ | -------------------------------- | ------------------ |
| Monument aux morts | À déterminer | Rebourguil                    | Dans le village d'Esplas, à l'est de l'église                           |       | À déterminer | 43° 53′ 05″ nord, 2° 43′ 21″ est | Monument aux morts |
| Monument aux morts | À déterminer | Saint-Félix-de-Lunel          | 20 mètres à l'ouest de l'église, de l'autre côté de la rue du Renouveau |       | À déterminer | 44° 33′ 43″ nord, 2° 32′ 18″ est | Monument aux morts |
| Monument aux morts | À déterminer | Saint-Félix-de-Sorgues        | contre la façade sud de l'église                                        |       | À déterminer | 43° 53′ 02″ nord, 2° 59′ 04″ est | Monument aux morts |
| Monument aux morts | À déterminer | Saint-Symphorien-de-Thénières | À déterminer                                                            |       | À déterminer | à géolocaliser                   | Monument aux morts |

## Calvados
Pour un article plus général, voir Liste des monuments aux morts dans le Calvados.
| Œuvre              | Auteur                                               | Commune                  | Localisation                                          | Notes | Installation | Coordonnées                      | Illustration       |
| ------------------ | ---------------------------------------------------- | ------------------------ | ----------------------------------------------------- | ----- | ------------ | -------------------------------- | ------------------ |
| Monument aux morts | À déterminer                                         | Ablon                    | Rue des Lilas, près de l'église Saint-Pierre-ès-Liens |       | À déterminer | 49° 23′ 33″ nord, 0° 17′ 50″ est | Image manquante    |
| Monument aux morts | Henri Joseph Désiré Bouet et Oscar-Ferdinand D'Haëse | Bény-sur-Mer             | Dans le cimetière                                     |       | À déterminer | à géolocaliser                   | Monument aux morts |
| Monument aux morts | À déterminer                                         | Cahagnolles              | À côté de l'église Saint-Pierre, dans le cimetière    |       | À déterminer | à géolocaliser                   | Monument aux morts |
| Monument aux morts | À déterminer                                         | Carcagny                 | Dans le cimetière                                     |       | À déterminer | à géolocaliser                   | Monument aux morts |
| Monument aux morts | À déterminer                                         | Cernay                   | En face de l'église Saint-Aubin                       |       | À déterminer | à géolocaliser                   | Monument aux morts |
| Monument aux morts | À déterminer                                         | Commes                   | Dans le cimetière                                     |       | À déterminer | à géolocaliser                   | Monument aux morts |
| Monument aux morts | À déterminer                                         | Cresserons               | À côté de la mairie                                   |       | À déterminer | à géolocaliser                   | Monument aux morts |
| Monument aux morts | À déterminer                                         | Écrammeville             | Dans le cimetière                                     |       | À déterminer | à géolocaliser                   | Monument aux morts |
| Monument aux morts | À déterminer                                         | Englesqueville-la-Percée | À déterminer                                          |       | À déterminer | à géolocaliser                   | Monument aux morts |
| Monument aux morts | À déterminer                                         | Les Loges-Saulces        | Dans le cimetière                                     |       | À déterminer | à géolocaliser                   | Monument aux morts |
| Monument aux morts | À déterminer                                         | Loucelles                | Dans le cimetière                                     |       | À déterminer | à géolocaliser                   | Monument aux morts |
| Monument aux morts | À déterminer                                         | Saint-Gatien-des-Bois    | À déterminer                                          |       | À déterminer | à géolocaliser                   | Image manquante    |
| Monument aux morts | À déterminer                                         | Subles                   | Dans le cimetière, à côté de l'église Saint-Martin    |       | À déterminer | à géolocaliser                   | Monument aux morts |

## Cantal
| Œuvre              | Auteur       | Commune                 | Localisation                                                | Notes | Installation | Coordonnées                      | Illustration       |
| ------------------ | ------------ | ----------------------- | ----------------------------------------------------------- | ----- | ------------ | -------------------------------- | ------------------ |
| Monument aux morts | À déterminer | Anglards-de-Saint-Flour | À déterminer                                                |       | À déterminer | à géolocaliser                   | Monument aux morts |
| Monument aux morts | À déterminer | Paulhenc                | À déterminer                                                |       | À déterminer | à géolocaliser                   | Image manquante    |
| Monument aux morts | À déterminer | Saint-Bonnet-de-Condat  | devant la mairie, angle des routes départementales 16 et 36 |       | À déterminer | 45° 16′ 45″ nord, 2° 47′ 18″ est | Monument aux morts |
| Monument aux morts | À déterminer | Saint-Bonnet-de-Salers  | route départementale 29, 40 mètres à l'ouest de l'église    |       | À déterminer | 45° 09′ 38″ nord, 2° 27′ 10″ est | Monument aux morts |
| Monument aux morts | À déterminer | Sériers                 | À déterminer                                                |       | À déterminer | à géolocaliser                   | Monument aux morts |
| Monument aux morts | À déterminer | Ussel                   | angle route départementale 34 et rue des Écoles             |       | À déterminer | 45° 04′ 50″ nord, 2° 56′ 03″ est | Monument aux morts |

## Charente
| Œuvre              | Auteur       | Commune               | Localisation                      | Notes | Installation | Coordonnées    | Illustration       |
| ------------------ | ------------ | --------------------- | --------------------------------- | ----- | ------------ | -------------- | ------------------ |
| Monument aux morts | À déterminer | Chenommet             | À côté de l'église Saint-Pierre   |       | À déterminer | à géolocaliser | Monument aux morts |
| Monument aux morts | À déterminer | La Chèvrerie          | À déterminer                      |       | À déterminer | à géolocaliser | Monument aux morts |
| Monument aux morts | À déterminer | Lesterps              | À côté de l'église                |       | À déterminer | à géolocaliser | Monument aux morts |
| Monument aux morts | À déterminer | Lupsault              | À déterminer                      |       | À déterminer | à géolocaliser | Monument aux morts |
| Monument aux morts | À déterminer | Mazerolles            | À côté de l'église Notre-Dame     |       | À déterminer | à géolocaliser | Monument aux morts |
| Monument aux morts | À déterminer | Poullignac            | À déterminer                      |       | À déterminer | à géolocaliser | Monument aux morts |
| Monument aux morts | À déterminer | Saint-Fort-sur-le-Né  | À côté de l'église Saint-Fortunat |       | À déterminer | à géolocaliser | Monument aux morts |
| Monument aux morts | À déterminer | Verdille              | À déterminer                      |       | À déterminer | à géolocaliser | Monument aux morts |
| Monument aux morts | À déterminer | Verteuil-sur-Charente | Devant la salle des fêtes         |       | À déterminer | à géolocaliser | Monument aux morts |

## Charente-Maritime
| Œuvre               | Auteur       | Commune                       | Localisation                       | Notes | Installation | Coordonnées    | Illustration        |
| ------------------- | ------------ | ----------------------------- | ---------------------------------- | ----- | ------------ | -------------- | ------------------- |
| Monuments aux morts | À déterminer | Celles                        | À déterminer                       |       | À déterminer | à géolocaliser | Monuments aux morts |
| Monuments aux morts | À déterminer | Fenioux                       | À déterminer                       |       | À déterminer | à géolocaliser | Monuments aux morts |
| Monuments aux morts | À déterminer | Les Gonds                     | Dans le cimetière                  |       | À déterminer | à géolocaliser | Monuments aux morts |
| Monument aux morts  | À déterminer | Moings                        | À déterminer                       |       | À déterminer | à géolocaliser | Monument aux morts  |
| Monument aux morts  | À déterminer | Nieul-lès-Saintes             | À côté de l'église Saint-Martin    |       | À déterminer | à géolocaliser | Monument aux morts  |
| Monument aux morts  | À déterminer | Romazières                    | À côté de l'église de l'Assomption |       | À déterminer | à géolocaliser | Monument aux morts  |
| Monument aux morts  | À déterminer | Saint-Fort-sur-le-Né          | À déterminer                       |       | À déterminer | à géolocaliser | Monument aux morts  |
| Monument aux morts  | À déterminer | Saint-Georges-Antignac        | À côté de l'église Saint Georges   |       | À déterminer | à géolocaliser | Monument aux morts  |
| Monuments aux morts | À déterminer | Saint-Georges-de-Longuepierre | À côté de l'église Saint Georges   |       | À déterminer | à géolocaliser | Monuments aux morts |
| Monuments aux morts | À déterminer | Saint-Martial                 | À déterminer                       |       | À déterminer | à géolocaliser | Monuments aux morts |
| Monument aux morts  | À déterminer | Saint-Séverin-sur-Boutonne    | Devant la mairie                   |       | À déterminer | à géolocaliser | Monument aux morts  |
| Monument aux morts  | À déterminer | Salles-lès-Aulnay             | À déterminer                       |       | À déterminer | à géolocaliser | Monument aux morts  |

## Cher
| Œuvre              | Auteur       | Commune                | Localisation                    | Notes | Installation | Coordonnées    | Illustration       |
| ------------------ | ------------ | ---------------------- | ------------------------------- | ----- | ------------ | -------------- | ------------------ |
| Monument aux morts | À déterminer | Arcomps                | À déterminer                    |       | À déterminer | à géolocaliser | Monument aux morts |
| Monument aux morts | À déterminer | Bannay                 | À déterminer                    |       | À déterminer | à géolocaliser | Image manquante    |
| Monument aux morts | À déterminer | Épineuil-le-Fleuriel   | À côté de l'église Saint-Martin |       | À déterminer | à géolocaliser | Monument aux morts |
| Monument aux morts | À déterminer | Ineuil                 | À déterminer                    |       | À déterminer | à géolocaliser | Monument aux morts |
| Monument aux morts | À déterminer | Saint-Loup-des-Chaumes | À déterminer                    |       | À déterminer | à géolocaliser | Monument aux morts |
| Monument aux morts | À déterminer | Saint-Pierre-les-Bois  | À déterminer                    |       | À déterminer | à géolocaliser | Image manquante    |
| Monument aux morts | À déterminer | Sens-Beaujeu           | Dans le cimetière               |       | À déterminer | à géolocaliser | Monument aux morts |
| Monument aux morts | À déterminer | Subligny               | À déterminer                    |       | À déterminer | à géolocaliser | Monument aux morts |
| Monument aux morts | À déterminer | Vinon                  | À déterminer                    |       | À déterminer | à géolocaliser | Monument aux morts |

## Côtes-d'Armor
| Œuvre              | Auteur       | Commune  | Localisation | Notes | Installation | Coordonnées    | Illustration       |
| ------------------ | ------------ | -------- | ------------ | ----- | ------------ | -------------- | ------------------ |
| Monument aux morts | À déterminer | Glomel   | À déterminer |       | À déterminer | à géolocaliser | Monument aux morts |
| Monument aux morts | À déterminer | La Motte | À déterminer |       | À déterminer | à géolocaliser | Monument aux morts |

## Corrèze
| Œuvre              | Auteur       | Commune                                     | Localisation                                                    | Notes | Installation | Coordonnées                      | Illustration       |
| ------------------ | ------------ | ------------------------------------------- | --------------------------------------------------------------- | ----- | ------------ | -------------------------------- | ------------------ |
| Monument aux morts | À déterminer | Benayes                                     | Sur la place devant l'église                                    |       | À déterminer | 45° 31′ 10″ nord, 1° 28′ 17″ est | Monument aux morts |
| Monument aux morts | À déterminer | Brivezac (commune de Beaulieu-sur-Dordogne) | Sur la place devant l'église                                    |       | À déterminer | 45° 01′ 32″ nord, 1° 50′ 22″ est | Monument aux morts |
| Monument aux morts | À déterminer | Eyburie                                     | Intersection de la RD 3 et de la rue de l'Église                |       | À déterminer | 45° 27′ 32″ nord, 1° 38′ 07″ est | Monument aux morts |
| Monument aux morts | À déterminer | Marcillac-la-Croze                          | Intersection de la route de Beaulieu et rue de l'Église         |       | À déterminer | 45° 02′ 07″ nord, 1° 44′ 32″ est | Monument aux morts |
| Monument aux morts | À déterminer | Neuville                                    | Chemin du Presbytère, en face du portail occidental de l'église |       | À déterminer | 45° 06′ 37″ nord, 1° 49′ 47″ est | Monument aux morts |
| Monument aux morts | À déterminer | Saint-Étienne-aux-Clos                      | Sur la place de l'Église                                        |       | À déterminer | 45° 34′ 07″ nord, 2° 27′ 39″ est | Monument aux morts |

## Creuse
Pour un article plus général, voir Liste des monuments aux morts dans la Creuse.
| Œuvre              | Auteur       | Commune                | Localisation                           | Notes | Installation | Coordonnées                      | Illustration                      |
| ------------------ | ------------ | ---------------------- | -------------------------------------- | ----- | ------------ | -------------------------------- | --------------------------------- |
| Monument aux morts | À déterminer | Bussière-Saint-Georges | RD 2                                   |       | 1921         | à géolocaliser                   | Image manquante                   |
| Monument aux morts | À déterminer | Clairavaux             | Devant la mairie                       |       | 1922         | 45° 46′ 59″ nord, 2° 10′ 00″ est | Monument aux morts de Clairavaux  |
| Monument aux morts | À déterminer | La Courtine            | Devant la mairie                       |       | À déterminer | 45° 41′ 59″ nord, 2° 15′ 46″ est | Monument aux morts de La Courtine |
| Monument aux morts | À déterminer | Le Chauchet            | Devant l'église Saint-Julien           |       | À déterminer | 46° 06′ 28″ nord, 2° 20′ 00″ est | Monument aux morts du Chauchet    |
| Monument aux morts | À déterminer | Mérinchal              | Sur la place Saint-Pierre              |       | 1922         | à géolocaliser                   | Monument aux morts                |
| Monument aux morts | À déterminer | Saint-Pierre-le-Bost   | Devant la mairie, au bord de la RD 997 |       | 1924         | à géolocaliser                   | Image manquante                   |

## Deux-Sèvres
Pour un article plus général, voir Liste des monuments aux morts dans les Deux-Sèvres.
| Œuvre              | Auteur       | Commune                 | Localisation                                                             | Notes | Installation | Coordonnées    | Illustration       |
| ------------------ | ------------ | ----------------------- | ------------------------------------------------------------------------ | ----- | ------------ | -------------- | ------------------ |
| Monument aux morts | À déterminer | Adilly                  | À côté de l'église Saint-Pierre                                          |       | À déterminer | à géolocaliser | Image manquante    |
| Monument aux morts | À déterminer | Arçais                  | Intersection de la rue de la mairie et de la RD 102, à côté du cimetière |       | À déterminer | à géolocaliser | Image manquante    |
| Monument aux morts | À déterminer | Assais-les-Jumeaux      | Sur la place des Tilleuls                                                |       | À déterminer | à géolocaliser | Image manquante    |
| Monument aux morts | À déterminer | Azay-sur-Thouet         | À côté de l'église Saint-Hilaire                                         |       | 1922         | à géolocaliser | Monument aux morts |
| Monument aux morts | À déterminer | Brie                    | À côté de l'église Saint-Étienne                                         |       | À déterminer | à géolocaliser | Image manquante    |
| Monument aux morts | À déterminer | Chail                   | Devant la mairie                                                         |       | À déterminer | à géolocaliser | Image manquante    |
| Monument aux morts | À déterminer | La Chapelle-Bertrand    | Dans le cimetière                                                        |       | À déterminer | à géolocaliser | Image manquante    |
| Monument aux morts | À déterminer | Le Breuil-sous-Argenton | À côté de l'église Notre-Dame                                            |       | À déterminer | à géolocaliser | Image manquante    |
| Monument aux morts | À déterminer | Viennay                 | À déterminer                                                             |       | À déterminer | à géolocaliser | Image manquante    |
| Monument aux morts | À déterminer | Voultegon               | Dans le cimetière                                                        |       | À déterminer | à géolocaliser | Image manquante    |

## Dordogne
| Œuvre                            | Auteur       | Commune                                                        | Localisation                                                    | Notes | Installation | Coordonnées                      | Illustration                     |
| -------------------------------- | ------------ | -------------------------------------------------------------- | --------------------------------------------------------------- | ----- | ------------ | -------------------------------- | -------------------------------- |
| Monument aux morts               | À déterminer | Angoisse                                                       | À déterminer                                                    |       | À déterminer | à géolocaliser                   | Image manquante                  |
| Monument aux morts               | À déterminer | Bouniagues                                                     | face à l'église                                                 |       | À déterminer | 44° 45′ 32″ nord, 0° 31′ 37″ est | Monument aux morts               |
| Monument aux morts               | À déterminer | Bourgnac                                                       | route du Moulin, 50 mètres au sud-ouest de l'église             |       | À déterminer | 45° 01′ 00″ nord, 0° 24′ 06″ est | Monument aux morts               |
| Monument aux morts               | À déterminer | Campsegret                                                     | angle route des Écoles et rue de l'Église                       |       | À déterminer | 44° 56′ 03″ nord, 0° 33′ 35″ est | Monument aux morts               |
| Monument aux morts               | À déterminer | Champcevinel                                                   | contre la façade sud de l'église, à l'angle du transept         |       | À déterminer | 45° 12′ 55″ nord, 0° 43′ 33″ est | Monument aux morts               |
| Monument aux morts               | À déterminer | Coursac                                                        | angle route du Bourg et route de la Fontaine                    |       | À déterminer | 45° 07′ 45″ nord, 0° 38′ 21″ est | Monument aux morts               |
| Monument aux morts               | À déterminer | Cours-de-Pile                                                  | angle route de Bergerac (RD 37) et rue de l'Église              |       | À déterminer | 44° 50′ 29″ nord, 0° 32′ 44″ est | Monument aux morts               |
| Monument aux morts               | À déterminer | Faux-en-Périgord                                               | face à la mairie, de l'autre côté de la rue Paul-Abadie (RD 22) |       | À déterminer | 44° 47′ 21″ nord, 0° 38′ 39″ est | Monument aux morts               |
| Monument aux morts               | À déterminer | La Chapelle-Aubareil                                           | au chevet de l'église, rue de la Tour                           |       | À déterminer | 45° 00′ 46″ nord, 1° 10′ 59″ est | Monument aux morts               |
| Monument aux morts               | À déterminer | Falgueyrat (commune de Plaisance)                              | angle route d'Eymet et route du Moulin de Lucas                 |       | À déterminer | 44° 40′ 40″ nord, 0° 32′ 13″ est | Monument aux morts               |
| Monument aux morts               | À déterminer | Grignols                                                       | angle route Saint-Front-de-Bruc et route de Manzac (RD 44)      |       | À déterminer | 45° 05′ 12″ nord, 0° 32′ 49″ est | Monument aux morts               |
| Monument aux morts               | À déterminer | Journiac                                                       | au chevet de l'église                                           |       | À déterminer | 44° 57′ 57″ nord, 0° 53′ 01″ est | Monument aux morts               |
| Monument aux morts               | À déterminer | Lamothe-Montravel                                              | À déterminer                                                    |       | À déterminer | à géolocaliser                   | Image manquante                  |
| Monument aux morts               | À déterminer | Lanquais                                                       | face à l'église, de l'autre côté de la route départementale 22  |       | À déterminer | 44° 49′ 24″ nord, 0° 40′ 13″ est | Monument aux morts               |
| Monument aux morts               | À déterminer | Laveyssière (commune d'Eyraud-Crempse-Maurens)                 | face à l'église                                                 |       | À déterminer | 44° 56′ 28″ nord, 0° 26′ 28″ est | Monument aux morts               |
| Monument aux morts               | À déterminer | Limeuil                                                        | à côté de l'église                                              |       | À déterminer | 44° 53′ 11″ nord, 0° 53′ 24″ est | Monument aux morts               |
| Monument aux morts               | À déterminer | Monbazillac                                                    | au sud de l'église, route départementale 13                     |       | À déterminer | 44° 47′ 37″ nord, 0° 29′ 30″ est | Monument aux morts               |
| Monument aux morts               | À déterminer | Monsac                                                         | contre le mur du cimetière, à l'angle nord                      |       | À déterminer | 44° 46′ 44″ nord, 0° 41′ 49″ est | Monument aux morts               |
| Monument aux morts de Montanceix | À déterminer | Montrem                                                        | Place du 8-Mai-1945 à Montanceix                                |       | À déterminer | 45° 09′ 00″ nord, 0° 34′ 35″ est | Monument aux morts de Montanceix |
| Monument aux morts de Montrem    | À déterminer | Montrem                                                        | Place du 11-Novembre-1918                                       |       | À déterminer | 45° 08′ 03″ nord, 0° 35′ 24″ est | Monument aux morts de Montrem    |
| Monument aux morts               | À déterminer | Pazayac                                                        | À déterminer                                                    |       | À déterminer | à géolocaliser                   | Monument aux morts               |
| Monument aux morts               | À déterminer | Pomport                                                        | À déterminer                                                    |       | À déterminer | à géolocaliser                   | Image manquante                  |
| Monument aux morts               | À déterminer | Pontours                                                       | rue de Daubensand, au nord-ouest de l'église                    |       | À déterminer | 44° 50′ 11″ nord, 0° 45′ 45″ est | Monument aux morts               |
| Monument aux morts               | À déterminer | Razac-d'Eymet                                                  |                                                                 |       | À déterminer | à géolocaliser                   | Monument aux morts               |
| Monument aux morts               | À déterminer | Saint-Amand-de-Vergt                                           | place de la Mairie                                              |       | À déterminer | 44° 59′ 19″ nord, 0° 41′ 52″ est | Monument aux morts               |
| Monument aux morts               | À déterminer | Saint-Antoine-de-Breuilh                                       | À déterminer                                                    |       | À déterminer | à géolocaliser                   | Image manquante                  |
| Monument aux morts               | À déterminer | Saint-Martial-d'Albarède                                       | À déterminer                                                    |       | À déterminer | à géolocaliser                   | Image manquante                  |
| Monument aux morts               | À déterminer | Saint-Martin-de-Gurson                                         | À déterminer                                                    |       | À déterminer | à géolocaliser                   | Image manquante                  |
| Monument aux morts               | À déterminer | Saint-Michel-de-Montaigne                                      | À déterminer                                                    |       | À déterminer | à géolocaliser                   | Monument aux morts               |
| Monument aux morts               | À déterminer | Saint-Michel-l'Écluse-et-Léparon (commune de La Roche-Chalais) | devant l'église                                                 |       | À déterminer | 45° 08′ 32″ nord, 0° 04′ 50″ est | Monument aux morts               |
| Monument aux morts               | À déterminer | Saint-Vincent-Jalmoutiers                                      | route départementale 44, devant la mairie                       |       | À déterminer | 45° 12′ 08″ nord, 0° 11′ 33″ est | Monument aux morts               |
| Monument aux morts               | À déterminer | Tocane-Saint-Apre                                              | place des Tilleuls                                              |       | À déterminer | 45° 15′ 13″ nord, 0° 29′ 48″ est | Monument aux morts               |

## Doubs
Pour un article plus général, voir Liste des monuments aux morts dans le Doubs.
| Œuvre              | Auteur       | Commune      | Localisation                                                | Notes | Installation | Coordonnées                      | Illustration                  |
| ------------------ | ------------ | ------------ | ----------------------------------------------------------- | ----- | ------------ | -------------------------------- | ----------------------------- |
| Monument aux morts | À déterminer | Chaux-Neuve  | À déterminer                                                |       | À déterminer | à géolocaliser                   | Monument aux morts            |
| Monument aux morts | À déterminer | Indevillers  | À déterminer                                                |       | À déterminer | à géolocaliser                   | Monument aux morts            |
| Monument aux morts | À déterminer | Les Fourgs   | Au bord de la Grande rue (RD 6), entre la mairie et l'école |       | À déterminer | 46° 50′ 06″ nord, 6° 24′ 00″ est | Monument aux morts des Fourgs |
| Monument aux morts | À déterminer | Malpas       | Dans le cimetière                                           |       | À déterminer | à géolocaliser                   | Image manquante               |
| Monument aux morts | À déterminer | Ornans       | Dans l'église Saint-Laurent                                 |       | À déterminer | à géolocaliser                   | Monument aux morts            |
| Monument aux morts | À déterminer | Randevillers | À côté de l'église de la Nativité-de-Notre-Dame             |       | À déterminer | à géolocaliser                   | Monument aux morts            |

## Essonne
Pour un article plus général, voir Liste des monuments aux morts de l'Essonne.
| Œuvre              | Auteur       | Commune              | Localisation      | Notes | Installation | Coordonnées    | Illustration    |
| ------------------ | ------------ | -------------------- | ----------------- | ----- | ------------ | -------------- | --------------- |
| Monument aux morts | À déterminer | Boussy-Saint-Antoine | Dans le cimetière |       | À déterminer | à géolocaliser | Image manquante |

## Eure
Pour un article plus général, voir Liste des monuments aux morts dans l'Eure.
| Œuvre              | Auteur       | Commune                | Localisation                                             | Notes | Installation | Coordonnées    | Illustration       |
| ------------------ | ------------ | ---------------------- | -------------------------------------------------------- | ----- | ------------ | -------------- | ------------------ |
| Monument aux morts | À déterminer | Authevernes            | Intersection de la RD 716 et de la rue du Musicien Gasse |       | À déterminer | à géolocaliser | Image manquante    |
| Monument aux morts | À déterminer | Avrilly                | À déterminer                                             |       | À déterminer | à géolocaliser | Image manquante    |
| Monument aux morts | À déterminer | Bacqueville            | En face de la mairie                                     |       | À déterminer | à géolocaliser | Monument aux morts |
| Monument aux morts | À déterminer | Boissy-Lamberville     | À déterminer                                             |       | À déterminer | à géolocaliser | Monument aux morts |
| Monument aux morts | À déterminer | Bosquentin             | À déterminer                                             |       | À déterminer | à géolocaliser | Monument aux morts |
| Monument aux morts | À déterminer | Bray                   | À déterminer                                             |       | À déterminer | à géolocaliser | Monument aux morts |
| Monument aux morts | À déterminer | Carsix                 | À déterminer                                             |       | À déterminer | à géolocaliser | Monument aux morts |
| Monument aux morts | À déterminer | Chaignes               | À déterminer                                             |       | À déterminer | à géolocaliser | Monument aux morts |
| Monument aux morts | À déterminer | Chennebrun             | À déterminer                                             |       | À déterminer | à géolocaliser | Monument aux morts |
| Monument aux morts | À déterminer | Cintray                | À déterminer                                             |       | À déterminer | à géolocaliser | Monument aux morts |
| Monument aux morts | À déterminer | Courbépine             | À déterminer                                             |       | À déterminer | à géolocaliser | Monument aux morts |
| Monument aux morts | À déterminer | Croth                  | À déterminer                                             |       | À déterminer | à géolocaliser | Monument aux morts |
| Monument aux morts | À déterminer | Giverville             | Devant la mairie                                         |       | À déterminer | à géolocaliser | Monument aux morts |
| Monument aux morts | À déterminer | Goupillières           | À déterminer                                             |       | À déterminer | à géolocaliser | Monument aux morts |
| Monument aux morts | À déterminer | Juignettes             | À déterminer                                             |       | À déterminer | à géolocaliser | Image manquante    |
| Monument aux morts | À déterminer | La Heunière            | À déterminer                                             |       | À déterminer | à géolocaliser | Image manquante    |
| Monument aux morts | À déterminer | Le Theil-Nolent        | À déterminer                                             |       | À déterminer | à géolocaliser | Monument aux morts |
| Monument aux morts | À déterminer | Le Tilleul-Othon       | À déterminer                                             |       | À déterminer | à géolocaliser | Monument aux morts |
| Monument aux morts | À déterminer | Morainville-Jouveaux   | À déterminer                                             |       | À déterminer | à géolocaliser | Monument aux morts |
| Monument aux morts | À déterminer | Piencourt              | À déterminer                                             |       | À déterminer | à géolocaliser | Monument aux morts |
| Monument aux morts | À déterminer | Saint-Aubin-de-Scellon | À déterminer                                             |       | À déterminer | à géolocaliser | Monument aux morts |
| Monument aux morts | À déterminer | Villez-sous-Bailleul   | À déterminer                                             |       | À déterminer | à géolocaliser | Monument aux morts |
| Monument aux morts | À déterminer | Vitot                  | À déterminer                                             |       | À déterminer | à géolocaliser | Monument aux morts |

## Eure-et-Loir
| Œuvre              | Auteur       | Commune                     | Localisation | Notes | Installation | Coordonnées    | Illustration       |
| ------------------ | ------------ | --------------------------- | ------------ | ----- | ------------ | -------------- | ------------------ |
| Monument aux morts | À déterminer | Bérou-la-Mulotière          | À déterminer |       | À déterminer | à géolocaliser | Monument aux morts |
| Monument aux morts | À déterminer | Favières                    | À déterminer |       | À déterminer | à géolocaliser | Monument aux morts |
| Monument aux morts | À déterminer | Saint-Cloud-en-Dunois       | À déterminer |       | À déterminer | à géolocaliser | Monument aux morts |
| Monument aux morts | À déterminer | Saint-Martin-de-Nigelles    | À déterminer |       | À déterminer | à géolocaliser | Monument aux morts |
| Monument aux morts | À déterminer | Saint-Maurice-Saint-Germain | À déterminer |       | À déterminer | à géolocaliser | Image manquante    |
| Monument aux morts | À déterminer | Sainville                   | À déterminer |       | À déterminer | à géolocaliser | Monument aux morts |
| Monument aux morts | À déterminer | Saulnières                  | À déterminer |       | À déterminer | à géolocaliser | Monument aux morts |

## Finistère
| Œuvre              | Auteur        | Commune                    | Localisation                                  | Notes                                          | Installation | Coordonnées    | Illustration       |
| ------------------ | ------------- | -------------------------- | --------------------------------------------- | ---------------------------------------------- | ------------ | -------------- | ------------------ |
| Monument aux morts | Jean Joncourt | Baye                       | À côté de l'église Saint-Pierre-aux-Liens     |                                                | 1921         | à géolocaliser | Monument aux morts |
| Monument aux morts | À déterminer  | Brennilis                  | Dans le cimetière                             |                                                | 1922         | à géolocaliser | Image manquante    |
| Monument aux morts | À déterminer  | Combrit                    | À déterminer                                  |                                                | À déterminer | à géolocaliser | Monument aux morts |
| Monument aux morts | À déterminer  | Confort-Meilars            | Dans le cimetière                             |                                                | À déterminer | à géolocaliser | Monument aux morts |
| Monument aux morts | À déterminer  | Gouesnach                  | À côté de l'église Saint-Pierre               |                                                | À déterminer | à géolocaliser | Monument aux morts |
| Monument aux morts | À déterminer  | Hanvec                     | À déterminer                                  |                                                | À déterminer | à géolocaliser | Monument aux morts |
| Monument aux morts | À déterminer  | Kerlouan                   | À côté de l'église Saint-Brévalaire           |                                                | À déterminer | à géolocaliser | Monument aux morts |
| Monument aux morts | À déterminer  | La Forêt-Fouesnant         | À déterminer                                  |                                                | À déterminer | à géolocaliser | Image manquante    |
| Monument aux morts | À déterminer  | Lampaul-Guimiliau          | Dans le cimetière                             |                                                | À déterminer | à géolocaliser | Monument aux morts |
| Monument aux morts | À déterminer  | Landévennec                | Dans le cimetière                             |                                                | À déterminer | à géolocaliser | Image manquante    |
| Monument aux morts | À déterminer  | Landivisiau                | À déterminer                                  |                                                | À déterminer | à géolocaliser | Monument aux morts |
| Monument aux morts | À déterminer  | Le Cloître-Saint-Thégonnec | Dans le cimetière                             |                                                | À déterminer | à géolocaliser | Image manquante    |
| Monument aux morts | À déterminer  | Locquénolé                 | À déterminer                                  |                                                | À déterminer | à géolocaliser | Image manquante    |
| Monument aux morts | À déterminer  | Locunolé                   | À côté de la mairie et l'église Saint-Guénolé |                                                | À déterminer | à géolocaliser | Monument aux morts |
| Monument aux morts | À déterminer  | Logonna-Daoulas            | À déterminer                                  |                                                | À déterminer | à géolocaliser | Monument aux morts |
| Monument aux morts | À déterminer  | Névez                      | Dans le cimetière                             |                                                | À déterminer | à géolocaliser | Monument aux morts |
| Monument aux morts | À déterminer  | Plovan                     | Dans le cimetière                             | Érigé[Quand ?] à côté de l'église Saint-Gorgon | À déterminer | à géolocaliser | Monument aux morts |
| Monument aux morts | À déterminer  | Tréméven                   | À déterminer                                  |                                                | À déterminer | à géolocaliser | Monument aux morts |

## Gers
Pour un article plus général, voir Liste des monuments aux morts dans le Gers.
| Œuvre                           | Auteur       | Commune           | Localisation      | Notes | Installation | Coordonnées    | Illustration       |
| ------------------------------- | ------------ | ----------------- | ----------------- | ----- | ------------ | -------------- | ------------------ |
| Monument aux morts              | À déterminer | Durban            | À déterminer      |       | À déterminer | à géolocaliser | Monument aux morts |
| Monument aux morts de 1914-1918 | À déterminer | Mirande           | Dans le cimetière |       | À déterminer | à géolocaliser | Image manquante    |
| Monument aux morts              | À déterminer | Monclar-sur-Losse | À déterminer      |       | À déterminer | à géolocaliser | Monument aux morts |
| Monument aux morts              | À déterminer | Saint-Arroman     | À déterminer      |       | À déterminer | à géolocaliser | Monument aux morts |
| Monument aux morts              | À déterminer | Saint-Médard      | À déterminer      |       | À déterminer | à géolocaliser | Monument aux morts |
| Monument aux morts              | À déterminer | Sarragachies      | À déterminer      |       | À déterminer | à géolocaliser | Monument aux morts |

## Gironde
Pour un article plus général, voir Liste des monuments aux morts en Gironde.
| Œuvre              | Auteur       | Commune               | Localisation                         | Notes | Installation | Coordonnées    | Illustration       |
| ------------------ | ------------ | --------------------- | ------------------------------------ | ----- | ------------ | -------------- | ------------------ |
| Monument aux morts | À déterminer | Arcins                | Sur le parvis de l'église Notre-Dame |       | À déterminer | à géolocaliser | Monument aux morts |
| Monument aux morts | À déterminer | Bellefond             | À déterminer                         |       | À déterminer | à géolocaliser | Monument aux morts |
| Monument aux morts | À déterminer | Bourideys             | À déterminer                         |       | À déterminer | à géolocaliser | Monument aux morts |
| Monument aux morts | À déterminer | Brannens              | À déterminer                         |       | À déterminer | à géolocaliser | Monument aux morts |
| Monument aux morts | À déterminer | Cazalis               | À déterminer                         |       | À déterminer | à géolocaliser | Monument aux morts |
| Monument aux morts | À déterminer | Cours-les-Bains       | À déterminer                         |       | À déterminer | à géolocaliser | Monument aux morts |
| Monument aux morts | À déterminer | Cudos                 | À déterminer                         |       | À déterminer | à géolocaliser | Monument aux morts |
| Monument aux morts | À déterminer | Escoussans            | Dans le cimetière                    |       | À déterminer | à géolocaliser | Monument aux morts |
| Monument aux morts | À déterminer | Gensac                | Dans le cimetière                    |       | À déterminer | à géolocaliser | Monument aux morts |
| Monument aux morts | À déterminer | Goualade              | À déterminer                         |       | À déterminer | à géolocaliser | Monument aux morts |
| Monument aux morts | À déterminer | Landerrouat           | Dans le cimetière                    |       | À déterminer | à géolocaliser | Monument aux morts |
| Monument aux morts | À déterminer | Landerrouet-sur-Ségur | Dans le cimetière                    |       | À déterminer | à géolocaliser | Monument aux morts |
| Monument aux morts | À déterminer | Mesterrieux           | À déterminer                         |       | À déterminer | à géolocaliser | Monument aux morts |
| Monument aux morts | À déterminer | Mongauzy              | À déterminer                         |       | À déterminer | à géolocaliser | Monument aux morts |
| Monument aux morts | À déterminer | Saint-Ferme           | À déterminer                         |       | À déterminer | à géolocaliser | Monument aux morts |

## Haute-Corse
| Œuvre              | Auteur       | Commune    | Localisation                         | Notes | Installation | Coordonnées    | Illustration       |
| ------------------ | ------------ | ---------- | ------------------------------------ | ----- | ------------ | -------------- | ------------------ |
| Monument aux morts | À déterminer | Albertacce | Dans le hameau de Calasima           |       | À déterminer | à géolocaliser | Monument aux morts |
| Monument aux morts | À déterminer | Algajola   | À déterminer                         |       | À déterminer | à géolocaliser | Monument aux morts |
| Monument aux morts | À déterminer | Altiani    | À déterminer                         |       | À déterminer | à géolocaliser | Monument aux morts |
| Monument aux morts | À déterminer | Bigorno    | Près de l'église Santa Maria Assunta |       | À déterminer | à géolocaliser | Monument aux morts |

## Haute-Garonne
| Œuvre              | Auteur       | Commune | Localisation | Notes | Installation | Coordonnées    | Illustration       |
| ------------------ | ------------ | ------- | ------------ | ----- | ------------ | -------------- | ------------------ |
| Monument aux morts | À déterminer | Aignes  | À déterminer |       | À déterminer | à géolocaliser | Monument aux morts |
| Monument aux morts | À déterminer | Vaux    | À déterminer |       | À déterminer | à géolocaliser | Monument aux morts |

## Haute-Marne
| Œuvre              | Auteur       | Commune              | Localisation        | Notes | Installation | Coordonnées    | Illustration       |
| ------------------ | ------------ | -------------------- | ------------------- | ----- | ------------ | -------------- | ------------------ |
| Monument aux morts | À déterminer | Annéville-la-Prairie | À déterminer        |       | À déterminer | à géolocaliser | Monument aux morts |
| Monument aux morts | À déterminer | Chamarandes-Choignes | À déterminer        |       | À déterminer | à géolocaliser | Monument aux morts |
| Monument aux morts | À déterminer | Saint-Thiébault      | À côté de la mairie |       | À déterminer | à géolocaliser | Monument aux morts |
| Monument aux morts | À déterminer | Vaudrémont           | À déterminer        |       | À déterminer | à géolocaliser | Monument aux morts |
| Monument aux morts | À déterminer | Vroncourt-la-Côte    | À déterminer        |       | À déterminer | à géolocaliser | Monument aux morts |

## Haute-Saône
| Œuvre              | Auteur       | Commune          | Localisation | Notes | Installation | Coordonnées    | Illustration       |
| ------------------ | ------------ | ---------------- | ------------ | ----- | ------------ | -------------- | ------------------ |
| Monument aux morts | À déterminer | Genevreuille     | À déterminer |       | À déterminer | à géolocaliser | Monument aux morts |
| Monument aux morts | À déterminer | Granges-la-Ville | À déterminer |       | À déterminer | à géolocaliser | Monument aux morts |
| Monument aux morts | À déterminer | Lœuilley         | À déterminer |       | À déterminer | à géolocaliser | Monument aux morts |
| Monument aux morts | À déterminer | Mercey-sur-Saône | À déterminer |       | À déterminer | à géolocaliser | Monument aux morts |

## Hautes-Alpes
| Œuvre              | Auteur       | Commune    | Localisation | Notes | Installation | Coordonnées    | Illustration       |
| ------------------ | ------------ | ---------- | ------------ | ----- | ------------ | -------------- | ------------------ |
| Monument aux morts | À déterminer | Chauffayer | À déterminer |       | À déterminer | à géolocaliser | Monument aux morts |
| Monument aux morts | À déterminer | Les Costes | À déterminer |       | À déterminer | à géolocaliser | Monument aux morts |

## Hautes-Pyrénées
Pour un article plus général, voir Liste des monuments aux morts des Hautes-Pyrénées.
| Œuvre              | Auteur          | Commune          | Localisation                                                        | Notes | Installation      | Coordonnées                        | Illustration       |
| ------------------ | --------------- | ---------------- | ------------------------------------------------------------------- | ----- | ----------------- | ---------------------------------- | ------------------ |
| Monument aux morts | À déterminer    | Aubarède         | Sur la place de la mairie                                           |       | À déterminer      | 43° 16′ 20″ nord, 0° 14′ 10″ est   | Monument aux morts |
| Monument aux morts | Non connu       | Ayzac-Ost        | À côté de l'église Saint-André d'Ayzac                              |       | À déterminer      | 43° 01′ 20″ nord, 0° 05′ 50″ ouest | Monument aux morts |
| Monument aux morts | Non connu       | Bernadets-Dessus | Dans le cimetière communal de l'église de l’Assomption              |       | À déterminer      | 43° 13′ 01″ nord, 0° 18′ 09″ est   | Monument aux morts |
| Monument aux morts | Non connu       | Clarac           | Devant l'église Saint-Saturnin                                      |       | À déterminer      | 43° 13′ 27″ nord, 0° 14′ 39″ est   | Monument aux morts |
| Monument aux morts | Non connu       | Gayan            | Place du monument aux morts                                         |       | À déterminer      | 43° 18′ 24″ nord, 0° 02′ 31″ est   | Monument aux morts |
| Monument aux morts | Non connu       | Goudon           | Devant l'église Saint-Martin                                        |       | 8 octobre 1922    | 43° 14′ 40″ nord, 0° 13′ 59″ est   | Monument aux morts |
| Monument aux morts | Non connu       | Hèches           | Devant l'église Saint-Ebons de Rebouc                               |       | À déterminer      | 42° 59′ 46″ nord, 0° 22′ 21″ est   | Monument aux morts |
| Monument aux morts | Non connu       | Ilhet            | À côté de la mairie                                                 |       | À déterminer      | 42° 57′ 50″ nord, 0° 22′ 56″ est   | Monument aux morts |
| Monument aux morts | Non connu       | Izaux            | À côté de la mairie                                                 |       | À déterminer      | 43° 03′ 44″ nord, 0° 22′ 33″ est   | Monument aux morts |
| Monument aux morts | Non connu       | Lagarde          | Devant l'église de la Nativité-de-la-Sainte-Vierge                  |       | À déterminer      | 43° 18′ 23″ nord, 0° 02′ 03″ est   | Monument aux morts |
| Monument aux morts | Non connu       | Lanne            | Devant l'église Saint-Blaise                                        |       | À déterminer      | 43° 09′ 56″ nord, 0° 00′ 55″ est   | Monument aux morts |
| Monument aux morts | Non connu       | Lugagnan         | Place du village, de la Carrère                                     |       | À déterminer      | 43° 03′ 42″ nord, 0° 02′ 18″ ouest | Monument aux morts |
| Monument aux morts | Non connu       | Montastruc       | Devant l'église de la Nativité-de-la-Sainte-Vierge                  |       | À déterminer      | 43° 13′ 03″ nord, 0° 20′ 46″ est   | Monument aux morts |
| Monument aux morts | Non connu       | Nistos           | Au bas de l'église Notre-Dame de Bernadouze                         |       | À déterminer      | 43° 00′ 04″ nord, 0° 27′ 48″ est   | Monument aux morts |
| Monument aux morts | Martial Caumont | Oursbelille      | En face de l'église de l'Invention-de-Saint-Étienne et de la mairie |       | À déterminer      | 43° 17′ 18″ nord, 0° 02′ 10″ est   | Monument aux morts |
| Monument aux morts | Non connu       | Poueyferré       | Rue de l'église                                                     |       | À déterminer      | 43° 07′ 12″ nord, 0° 04′ 40″ ouest | Monument aux morts |
| Monument aux morts | Non connu       | Siradan          | À côté de l'église Notre-Dame-de-l'Assomption                       |       | 24 septembre 1922 | 42° 58′ 11″ nord, 0° 36′ 55″ est   | Monument aux morts |
| Monument aux morts | Non connu       | Tuzaguet         | À côté de l'église Notre-Dame-de-l'Assomption                       |       | À déterminer      | 43° 04′ 34″ nord, 0° 26′ 14″ est   | Monument aux morts |
| Monument aux morts | Non connu       | Vieuzos          | Entre l'église Saint-Laurent et la mairie                           |       | À déterminer      | 43° 15′ 34″ nord, 0° 27′ 02″ est   | Monument aux morts |
| Monument aux morts | Non connu       | Villembits       | À l'entrée du cimetière communal                                    |       | À déterminer      | 43° 16′ 40″ nord, 0° 18′ 47″ est   | Monument aux morts |

## Ille-et-Vilaine
Pour un article plus général, voir Liste des monuments aux morts en Ille-et-Vilaine.
| Œuvre              | Auteur       | Commune           | Localisation                       | Notes | Installation | Coordonnées    | Illustration       |
| ------------------ | ------------ | ----------------- | ---------------------------------- | ----- | ------------ | -------------- | ------------------ |
| Monument aux morts | À déterminer | Baillé            | Au chevet de l'église Saint-Martin |       | À déterminer | à géolocaliser | Monument aux morts |
| Monument aux morts | À déterminer | Bains-sur-Oust    | À déterminer                       |       | À déterminer | à géolocaliser | Monument aux morts |
| Monument aux morts | À déterminer | Baulon            | À côté de l'église Saint-Tugdual   |       | À déterminer | à géolocaliser | Monument aux morts |
| Monument aux morts | À déterminer | Chanteloup        | À côté de l'église Saint-Martin    |       | À déterminer | à géolocaliser | Monument aux morts |
| Monument aux morts | À déterminer | Montreuil-le-Gast | À déterminer                       |       | À déterminer | à géolocaliser | Monument aux morts |
| Monument aux morts | À déterminer | Mouazé            | À déterminer                       |       | 1922         | à géolocaliser | Monument aux morts |
| Monument aux morts | À déterminer | Muel              | À côté de l'église Notre-Dame      |       | À déterminer | à géolocaliser | Monument aux morts |

## Indre-et-Loire
| Œuvre              | Auteur       | Commune  | Localisation | Notes | Installation | Coordonnées    | Illustration       |
| ------------------ | ------------ | -------- | ------------ | ----- | ------------ | -------------- | ------------------ |
| Monument aux morts | À déterminer | Autrèche | À déterminer |       | À déterminer | à géolocaliser | Monument aux morts |

## Isère
| Œuvre              | Auteur       | Commune   | Localisation | Notes | Installation | Coordonnées    | Illustration    |
| ------------------ | ------------ | --------- | ------------ | ----- | ------------ | -------------- | --------------- |
| Monument aux morts | À déterminer | Anjou     | À déterminer |       | À déterminer | à géolocaliser | Image manquante |
| Monument aux morts | À déterminer | Le Périer | À déterminer |       | À déterminer | à géolocaliser | Image manquante |

## Jura
Pour un article plus général, voir Liste des monuments aux morts dans le Jura.
| Œuvre                           | Auteur       | Commune             | Localisation                  | Notes | Installation | Coordonnées                      | Illustration                              |
| ------------------------------- | ------------ | ------------------- | ----------------------------- | ----- | ------------ | -------------------------------- | ----------------------------------------- |
| Monument aux morts de 1914-1918 | À déterminer | Alièze              | À déterminer                  |       | À déterminer | 46° 35′ 16″ nord, 5° 34′ 35″ est | Monument aux morts de 1914-1918 d'Alièze  |
| Monument aux morts              | À déterminer | Chatelay            | À déterminer                  |       | À déterminer | 47° 01′ 48″ nord, 5° 42′ 16″ est | Monument aux morts de Chatelay            |
| Monument aux morts              | À déterminer | Écleux              | Route du Val d'Amour (RD 93e) |       | À déterminer | 46° 59′ 58″ nord, 5° 44′ 16″ est | Monument aux morts d'Écleux               |
| Monument aux morts              | À déterminer | Le Deschaux         | À déterminer                  |       | À déterminer | 46° 57′ 06″ nord, 5° 30′ 08″ est | Monument aux morts du Deschaux            |
| Monument aux morts              | À déterminer | Plasne              | À déterminer                  |       | À déterminer | 46° 48′ 03″ nord, 5° 41′ 09″ est | Monument aux morts de Plasne              |
| Monument aux morts              | À déterminer | Poisoux             | À déterminer                  |       | À déterminer | à géolocaliser                   | Monument aux morts                        |
| Monument aux morts              | À déterminer | Rochefort-sur-Nenon | À déterminer                  |       | À déterminer | 47° 07′ 26″ nord, 5° 33′ 39″ est | Monument aux morts de Rochefort-sur-Nenon |
| Monument aux morts              | À déterminer | Saint-Julien        | À déterminer                  |       | À déterminer | à géolocaliser                   | Monument aux morts                        |
| Monument aux morts              | À déterminer | Tancua              | À déterminer                  |       | À déterminer | 46° 31′ 24″ nord, 5° 58′ 39″ est | Monument aux morts de Tancua              |

## Landes
Pour un article plus général, voir Liste des monuments aux morts dans les Landes.
| Œuvre              | Auteur       | Commune                | Localisation                             | Notes | Installation | Coordonnées    | Illustration       |
| ------------------ | ------------ | ---------------------- | ---------------------------------------- | ----- | ------------ | -------------- | ------------------ |
| Monument aux morts | À déterminer | Aire-sur-l'Adour       | À déterminer                             |       | À déterminer | à géolocaliser | Monument aux morts |
| Monument aux morts | À déterminer | Artassenx              | À côté de l'église Saint-Jean-Baptiste   |       | À déterminer | à géolocaliser | Monument aux morts |
| Monument aux morts | À déterminer | Aubagnan               | À côté de l'église Notre-Dame            |       | À déterminer | à géolocaliser | Image manquante    |
| Monument aux morts | À déterminer | Biganon                | À côté de l'église Saint-Pierre-ès-Liens |       | À déterminer | à géolocaliser | Monument aux morts |
| Monument aux morts | À déterminer | Caupenne               | À déterminer                             |       | À déterminer | à géolocaliser | Monument aux morts |
| Monument aux morts | À déterminer | Larrivière-Saint-Savin | À déterminer                             |       | À déterminer | à géolocaliser | Monument aux morts |
| Monument aux morts | À déterminer | Pouydesseaux           | À déterminer                             |       | À déterminer | à géolocaliser | Monument aux morts |

## Loir-et-Cher
Pour un article plus général, voir Liste des monuments aux morts en Loir-et-Cher.
| Œuvre              | Auteur       | Commune          | Localisation      | Notes | Installation | Coordonnées    | Illustration       |
| ------------------ | ------------ | ---------------- | ----------------- | ----- | ------------ | -------------- | ------------------ |
| Monument aux morts | À déterminer | Authon           | Dans le cimetière |       | À déterminer | à géolocaliser | Image manquante    |
| Monument aux morts | À déterminer | Châtres-sur-Cher | À déterminer      |       | À déterminer | à géolocaliser | Image manquante    |
| Monument aux morts | À déterminer | Herbault         | À déterminer      |       | À déterminer | à géolocaliser | Monument aux morts |
| Monument aux morts | À déterminer | Rilly-sur-Loire  | Dans le cimetière |       | À déterminer | à géolocaliser | Monument aux morts |
| Monument aux morts | À déterminer | Vouzon           | Dans le cimetière |       | À déterminer | à géolocaliser | Image manquante    |

## Loiret
Pour un article plus général, voir Liste des monuments aux morts dans le Loiret.
| Œuvre                           | Auteur       | Commune                 | Localisation                                                      | Notes | Installation | Coordonnées    | Illustration                    |
| ------------------------------- | ------------ | ----------------------- | ----------------------------------------------------------------- | ----- | ------------ | -------------- | ------------------------------- |
| Monument aux morts de 1914-1918 | À déterminer | Artenay                 | Intersection de la rue d'Orléans (RD 405) et de la rue de la Gare |       | À déterminer | à géolocaliser | Monument aux morts de 1914-1918 |
| Monument aux morts              | À déterminer | Bonnée                  | À côté de l'église Saint-Martin                                   |       | À déterminer | à géolocaliser | Monument aux morts              |
| Monument aux morts              | À déterminer | La Bussière             | À déterminer                                                      |       | À déterminer | à géolocaliser | Monument aux morts              |
| Monument aux morts              | À déterminer | La Neuville-sur-Essonne | À déterminer                                                      |       | À déterminer | à géolocaliser | Monument aux morts              |
| Monument aux morts              | À déterminer | Saint-Brisson-sur-Loire | À déterminer                                                      |       | À déterminer | à géolocaliser | Monument aux morts              |

## Lot-et-Garonne
Pour un article plus général, voir Liste des monuments aux morts en Lot-et-Garonne.
| Œuvre                                         | Auteur                                               | Commune                   | Localisation                                                     | Notes                                                  | Installation                  | Coordonnées                      | Illustration                       |
| --------------------------------------------- | ---------------------------------------------------- | ------------------------- | ---------------------------------------------------------------- | ------------------------------------------------------ | ----------------------------- | -------------------------------- | ---------------------------------- |
| Monument aux morts                            | À déterminer                                         | Bazens                    | À côté de l'église Saint-Martial                                 |                                                        | 1922                          | à géolocaliser                   | Monument aux morts                 |
| Monument aux morts                            | À déterminer                                         | Cancon                    | À déterminer                                                     |                                                        | À déterminer                  | à géolocaliser                   | Monument aux morts                 |
| Monument aux morts                            | À déterminer                                         | Couthures-sur-Garonne     | Dans l'église Saint-Léger                                        |                                                        | À déterminer                  | à géolocaliser                   | Monument aux morts                 |
| Monument aux morts                            | À déterminer                                         | Cuq                       | À côté de l'église Saint-Caprais                                 |                                                        | À déterminer                  | à géolocaliser                   | Image manquante                    |
| Monument aux morts                            | À déterminer                                         | Douzains                  | À côté de la mairie                                              |                                                        | À déterminer                  | 44° 38′ 02″ nord, 0° 32′ 22″ est | Monument aux morts de Douzains     |
| Monument aux morts                            | À déterminer                                         | Fauguerolles              | À l'entrée du cimetière, à côté de l'église Saint-Martin         |                                                        | À déterminer                  | à géolocaliser                   | Monument aux morts                 |
| Monument aux morts                            | À déterminer                                         | Ferrensac                 | À côté de l'église Saint-Étienne                                 |                                                        | À déterminer                  | à géolocaliser                   | Monument aux morts                 |
| Monument aux morts                            | À déterminer                                         | Gavaudun                  | Dans le cimetière                                                |                                                        | 1922                          | à géolocaliser                   | Image manquante                    |
| Monument aux morts de Saint-Pierre-de-Nogaret | À déterminer                                         | Gontaud-de-Nogaret        | À côté de l'église Saint-Pierre-ès-Liens                         |                                                        | À déterminer                  | à géolocaliser                   | Image manquante                    |
| Monument aux morts                            | À déterminer                                         | Grézet-Cavagnan           | Dans le cimetière                                                |                                                        | À déterminer                  | à géolocaliser                   | Monument aux morts                 |
| Monument aux morts                            | À déterminer                                         | Lachapelle                | À déterminer                                                     |                                                        | À déterminer                  | à géolocaliser                   | Monument aux morts                 |
| Monument aux morts                            | À déterminer                                         | Marmande                  | Au lieu-dit « Coussan », sur le parvis de l'église Saint-Vincent |                                                        | À déterminer                  | à géolocaliser                   | Monument aux morts                 |
| Monument aux morts                            | À déterminer                                         | Montagnac-sur-Lède        | À déterminer                                                     |                                                        | À déterminer                  | à géolocaliser                   | Monument aux morts                 |
| Monument aux morts                            | À déterminer                                         | Paulhiac                  | À déterminer                                                     |                                                        | À déterminer                  | à géolocaliser                   | Monument aux morts                 |
| Monument aux morts                            | Antoine Bourlange Sculpteur, Gaston Rapin Architecte | Penne-d'Agenais           | Place Gambetta                                                   | La Commune de Penne à ses Enfants Morts pour la France | Inauguration 20 novembre 1921 | 44° 23′ 19″ nord, 0° 49′ 08″ est | Monument aux morts Penne-d'Agenais |
| Monument aux morts                            | À déterminer                                         | Saint-Astier              | À déterminer                                                     |                                                        | À déterminer                  | à géolocaliser                   | Monument aux morts                 |
| Monument aux morts                            | À déterminer                                         | Saint-Aubin               | À déterminer                                                     |                                                        | À déterminer                  | à géolocaliser                   | Monument aux morts                 |
| Monument aux morts                            | À déterminer                                         | Saint-Avit                | À déterminer                                                     |                                                        | À déterminer                  | à géolocaliser                   | Monument aux morts                 |
| Monument aux morts                            | À déterminer                                         | Saint-Hilaire-de-Lusignan | À déterminer                                                     |                                                        | À déterminer                  | à géolocaliser                   | Monument aux morts                 |
| Monument aux morts                            | À déterminer                                         | Saint-Martin-de-Beauville | À déterminer                                                     |                                                        | À déterminer                  | à géolocaliser                   | Monument aux morts                 |
| Monument aux morts                            | À déterminer                                         | Sainte-Gemme-Martaillac   | À déterminer                                                     |                                                        | À déterminer                  | à géolocaliser                   | Monument aux morts                 |
| Monument aux morts                            | À déterminer                                         | Savignac-de-Duras         | À déterminer                                                     |                                                        | À déterminer                  | à géolocaliser                   | Monument aux morts                 |
| Monument aux morts                            | À déterminer                                         | Virazeil                  | À déterminer                                                     |                                                        | À déterminer                  | à géolocaliser                   | Monument aux morts                 |

## Lozère
| Œuvre              | Auteur          | Commune                | Localisation                                 | Notes                                               | Installation | Coordonnées                      | Illustration                 |
| ------------------ | --------------- | ---------------------- | -------------------------------------------- | --------------------------------------------------- | ------------ | -------------------------------- | ---------------------------- |
| Monument aux morts | À déterminer    | Bagnols-les-Bains      | À déterminer                                 |                                                     | À déterminer | à géolocaliser                   | Monument aux morts           |
| Monument aux morts | À déterminer    | Fraissinet-de-Fourques | À déterminer                                 |                                                     | À déterminer | à géolocaliser                   | Monument aux morts           |
| Monument aux morts | À déterminer    | Lanuéjols              | À déterminer                                 |                                                     | À déterminer | à géolocaliser                   | Monument aux morts           |
| Monument aux morts | Auguste Verdier | La Malène              | D43, La Malène Village, route de Recoulettes | Morts pour la France la Malène Notice no IM48000632 | 1926         | 44° 18′ 07″ nord, 3° 19′ 13″ est | Monument aux morts La Malène |

## Manche
Pour un article plus général, voir Liste des monuments aux morts dans la Manche.
| Œuvre              | Auteur       | Commune                   | Localisation                                   | Notes | Installation | Coordonnées    | Illustration                                                           |
| ------------------ | ------------ | ------------------------- | ---------------------------------------------- | ----- | ------------ | -------------- | ---------------------------------------------------------------------- |
| Monument aux morts | À déterminer | Coulouvray-Boisbenâtre    | À déterminer                                   |       | À déterminer | à géolocaliser | Monument aux morts                                                     |
| Monument aux morts | À déterminer | La Colombe                | À côté de l'église Notre-Dame                  |       | À déterminer | à géolocaliser | Monument aux morts« Monument aux morts de La Colombe », sur Wikimanche |
| Monument aux morts | À déterminer | La Lande-d'Airou          | À déterminer                                   |       | À déterminer | à géolocaliser | Monument aux morts                                                     |
| Monument aux morts | À déterminer | Montabot                  | Dans le cimetière                              |       | À déterminer | à géolocaliser | Monument aux morts                                                     |
| Monument aux morts | À déterminer | Naftel                    | Dans le cimetière                              |       | À déterminer | à géolocaliser | Monument aux morts                                                     |
| Monument aux morts | À déterminer | Ponts                     | Dans le cimetière                              |       | À déterminer | à géolocaliser | Monument aux morts                                                     |
| Monument aux morts | À déterminer | Saint-Georges-de-Rouelley | À déterminer                                   |       | À déterminer | à géolocaliser | Monument aux morts                                                     |
| Monument aux morts | À déterminer | Sénoville                 | Dans le cimetière, à côté de l'église Saint-Lô |       | À déterminer | à géolocaliser | Monument aux morts« Monument aux morts de Sénoville », sur Wikimanche  |

## Marne
| Œuvre              | Auteur       | Commune            | Localisation | Notes | Installation | Coordonnées    | Illustration       |
| ------------------ | ------------ | ------------------ | ------------ | ----- | ------------ | -------------- | ------------------ |
| Monument aux morts | À déterminer | Avenay-Val-d'Or    | À déterminer |       | À déterminer | à géolocaliser | Image manquante    |
| Monument aux morts | À déterminer | Beaumont-sur-Vesle | À déterminer |       | À déterminer | à géolocaliser | Image manquante    |
| Monument aux morts | À déterminer | Bétheniville       | À déterminer |       | À déterminer | à géolocaliser | Monument aux morts |
| Monument aux morts | À déterminer | Bligny             | À déterminer |       | À déterminer | à géolocaliser | Image manquante    |
| Monument aux morts | À déterminer | Bouvancourt        | À déterminer |       | À déterminer | à géolocaliser | Image manquante    |
| Monument aux morts | À déterminer | Branscourt         | À déterminer |       | À déterminer | à géolocaliser | Image manquante    |
| Monument aux morts | À déterminer | Champigny          | À déterminer |       | À déterminer | à géolocaliser | Image manquante    |
| Monument aux morts | À déterminer | Germigny           | À déterminer |       | À déterminer | à géolocaliser | Monument aux morts |
| Monument aux morts | À déterminer | Hourges            | À déterminer |       | À déterminer | à géolocaliser | Image manquante    |
| Monument aux morts | À déterminer | Janvry             | À déterminer |       | À déterminer | à géolocaliser | Monument aux morts |
| Monument aux morts | À déterminer | Lagery             | À déterminer |       | À déterminer | à géolocaliser | Monument aux morts |
| Monument aux morts | À déterminer | Moncetz-Longevas   | À déterminer |       | À déterminer | à géolocaliser | Image manquante    |
| Monument aux morts | À déterminer | Ormes              | À déterminer |       | À déterminer | à géolocaliser | Image manquante    |
| Monument aux morts | À déterminer | Pouillon           | À déterminer |       | À déterminer | à géolocaliser | Monument aux morts |
| Monument aux morts | À déterminer | Puisieulx          | À déterminer |       | À déterminer | à géolocaliser | Image manquante    |
| Monument aux morts | À déterminer | Rosnay             | À déterminer |       | À déterminer | à géolocaliser | Image manquante    |
| Monument aux morts | À déterminer | Saint-Masmes       | À déterminer |       | À déterminer | à géolocaliser | Image manquante    |
| Monument aux morts | À déterminer | Sillery            | À déterminer |       | À déterminer | à géolocaliser | Image manquante    |
| Monument aux morts | À déterminer | Songy              | À déterminer |       | À déterminer | à géolocaliser | Image manquante    |
| Monument aux morts | À déterminer | Vindey             | À déterminer |       | À déterminer | à géolocaliser | Monument aux morts |

## Mayenne
| Œuvre              | Auteur       | Commune                     | Localisation | Notes | Installation | Coordonnées    | Illustration       |
| ------------------ | ------------ | --------------------------- | ------------ | ----- | ------------ | -------------- | ------------------ |
| Monument aux morts | À déterminer | Cigné                       | À déterminer |       | À déterminer | à géolocaliser | Image manquante    |
| Monument aux morts | À déterminer | Arquenay                    | À déterminer |       | À déterminer | à géolocaliser | Image manquante    |
| Monument aux morts | À déterminer | Assé-le-Bérenger            | À déterminer |       | À déterminer | à géolocaliser | Image manquante    |
| Monument aux morts | À déterminer | Averton                     | À déterminer |       | À déterminer | à géolocaliser | Image manquante    |
| Monument aux morts | À déterminer | Bazougers                   | À déterminer |       | À déterminer | à géolocaliser | Image manquante    |
| Monument aux morts | À déterminer | Belgeard                    | À déterminer |       | À déterminer | à géolocaliser | Image manquante    |
| Monument aux morts | À déterminer | Bouchamps-lès-Craon         | À déterminer |       | À déterminer | à géolocaliser | Monument aux morts |
| Monument aux morts | À déterminer | Châlons-du-Maine            | À déterminer |       | À déterminer | à géolocaliser | Monument aux morts |
| Monument aux morts | À déterminer | Commer                      | À déterminer |       | À déterminer | à géolocaliser | Image manquante    |
| Monument aux morts | À déterminer | Courcité                    | À déterminer |       | À déterminer | à géolocaliser | Image manquante    |
| Monument aux morts | À déterminer | La Bigottière               | À déterminer |       | À déterminer | à géolocaliser | Image manquante    |
| Monument aux morts | À déterminer | Louverné                    | À déterminer |       | À déterminer | à géolocaliser | Image manquante    |
| Monument aux morts | À déterminer | Moulay                      | À déterminer |       | À déterminer | à géolocaliser | Image manquante    |
| Monument aux morts | À déterminer | Parigné-sur-Braye           | À déterminer |       | À déterminer | à géolocaliser | Image manquante    |
| Monument aux morts | À déterminer | Pontmain                    | À déterminer |       | À déterminer | à géolocaliser | Image manquante    |
| Monument aux morts | À déterminer | Saint-Berthevin-la-Tannière | À déterminer |       | À déterminer | à géolocaliser | Image manquante    |
| Monument aux morts | À déterminer | Saint-Ellier-du-Maine       | À déterminer |       | À déterminer | à géolocaliser | Monument aux morts |
| Monument aux morts | À déterminer | Saint-Georges-le-Fléchard   | À déterminer |       | À déterminer | à géolocaliser | Monument aux morts |
| Monument aux morts | À déterminer | Saint-Germain-de-Coulamer   | À déterminer |       | À déterminer | à géolocaliser | Image manquante    |
| Monument aux morts | À déterminer | Thubœuf                     | À déterminer |       | À déterminer | à géolocaliser | Image manquante    |
| Monument aux morts | À déterminer | Vaiges                      | À déterminer |       | À déterminer | à géolocaliser | Image manquante    |

## Meuse
| Œuvre              | Auteur       | Commune                  | Localisation | Notes | Installation | Coordonnées    | Illustration       |
| ------------------ | ------------ | ------------------------ | ------------ | ----- | ------------ | -------------- | ------------------ |
| Monument aux morts | À déterminer | Brabant-en-Argonne       | À déterminer |       | À déterminer | à géolocaliser | Monument aux morts |
| Monument aux morts | À déterminer | Châtillon-sous-les-Côtes | À déterminer |       | À déterminer | à géolocaliser | Monument aux morts |
| Monument aux morts | À déterminer | Dieue-sur-Meuse          | À déterminer |       | À déterminer | à géolocaliser | Monument aux morts |
| Monument aux morts | À déterminer | Forges-sur-Meuse         | À déterminer |       | À déterminer | à géolocaliser | Monument aux morts |

## Morbihan
Pour un article plus général, voir Liste des monuments aux morts dans le Morbihan.
| Œuvre              | Auteur        | Commune         | Localisation                                                              | Notes | Installation | Coordonnées    | Illustration       |
| ------------------ | ------------- | --------------- | ------------------------------------------------------------------------- | ----- | ------------ | -------------- | ------------------ |
| Monument aux morts | À déterminer  | Baden           | À côté de l'église Saint-Pierre                                           |       | 1922         | à géolocaliser | Image manquante    |
| Monument aux morts | Henri Gouzien | Buléon          | Au chevet de l'église Sainte-Brigitte-et-Saint-Georges                    |       | À déterminer | à géolocaliser | Image manquante    |
| Monument aux morts | À déterminer  | Caudan          | Dans le cimetière                                                         |       | 1923         | à géolocaliser | Monument aux morts |
| Monument aux morts | À déterminer  | Colpo           | Intersection de la rue Nationale et de l'avenue de la Princesse-Baciocchi |       | À déterminer | à géolocaliser | Monument aux morts |
| Monument aux morts | À déterminer  | Gâvres          | À côté de l'église Saint-Gildas                                           |       | À déterminer | à géolocaliser | Monument aux morts |
| Monument aux morts | À déterminer  | Le Tour-du-Parc | À déterminer                                                              |       | À déterminer | à géolocaliser | Monument aux morts |
| Monument aux morts | À déterminer  | Les Fougerêts   | À côté de l'église de la Nativité-de-la-Vierge                            |       | À déterminer | à géolocaliser | Monument aux morts |
| Monument aux morts | À déterminer  | Meslan          | À côté de l'église Saint-Melaine                                          |       | À déterminer | à géolocaliser | Monument aux morts |
| Monument aux morts | À déterminer  | Naizin          | À côté de l'église Saint-Côme-et-Saint-Damien                             |       | À déterminer | à géolocaliser | Monument aux morts |
| Monument aux morts | À déterminer  | Pluvigner       | À déterminer                                                              |       | À déterminer | à géolocaliser | Monument aux morts |

## Nord
Pour un article plus général, voir Liste des monuments aux morts dans le Nord.
| Œuvre              | Auteur       | Commune           | Localisation                     | Notes | Installation | Coordonnées    | Illustration       |
| ------------------ | ------------ | ----------------- | -------------------------------- | ----- | ------------ | -------------- | ------------------ |
| Monument aux morts | À déterminer | Aibes             | À déterminer                     |       | À déterminer | à géolocaliser | Monument aux morts |
| Monument aux morts | À déterminer | Beaudignies       | À côté de l'église Saint-Étienne |       | À déterminer | à géolocaliser | Monument aux morts |
| Monument aux morts | À déterminer | Caëstre           | À côté de l'église Saint-Omer    |       | À déterminer | à géolocaliser | Monument aux morts |
| Monument aux morts | À déterminer | Erquinghem-le-Sec | Sur la place de l'Église         |       | À déterminer | à géolocaliser | Monument aux morts |
| Monument aux morts | À déterminer | Herlies           | À côté de l'église Saint-Amé     |       | À déterminer | à géolocaliser | Monument aux morts |
| Monument aux morts | À déterminer | Ochtezeele        | À l'entrée du cimetière          |       | À déterminer | à géolocaliser | Monument aux morts |

## Oise
Pour un article plus général, voir Liste des monuments aux morts dans l'Oise.
| Œuvre              | Auteur       | Commune             | Localisation                    | Notes | Installation | Coordonnées    | Illustration       |
| ------------------ | ------------ | ------------------- | ------------------------------- | ----- | ------------ | -------------- | ------------------ |
| Monument aux morts | À déterminer | Babœuf              | À déterminer                    |       | À déterminer | à géolocaliser | Monument aux morts |
| Monument aux morts | À déterminer | Crillon             | À côté de l'église Saint-Lucien |       | À déterminer | à géolocaliser | Monument aux morts |
| Monument aux morts | À déterminer | Croissy-sur-Celle   | Devant l'église Saint-Léger     |       | À déterminer | à géolocaliser | Monument aux morts |
| Monument aux morts | À déterminer | Duvy                | À déterminer                    |       | À déterminer | à géolocaliser | Monument aux morts |
| Monument aux morts | À déterminer | Gourchelles         | À déterminer                    |       | À déterminer | à géolocaliser | Monument aux morts |
| Monument aux morts | À déterminer | La Neuville-Garnier | À déterminer                    |       | À déterminer | à géolocaliser | Monument aux morts |
| Monument aux morts | À déterminer | Saint-Arnoult       | À déterminer                    |       | À déterminer | à géolocaliser | Monument aux morts |

## Orne
Pour un article plus général, voir Liste des monuments aux morts dans l'Orne.
| Œuvre              | Auteur          | Commune                        | Localisation                                                  | Notes | Installation | Coordonnées    | Illustration       |
| ------------------ | --------------- | ------------------------------ | ------------------------------------------------------------- | ----- | ------------ | -------------- | ------------------ |
| Monument aux morts | À déterminer    | Belfonds                       | À côté du cimetière et de l'église Notre-Dame-de-l'Assomption |       | À déterminer | à géolocaliser | Monument aux morts |
| Monument aux morts | À déterminer    | Bellou-sur-Huisne              | À côté de l'église Saint-Paterne                              |       | À déterminer | à géolocaliser | Monument aux morts |
| Monument aux morts | À déterminer    | Bures                          | À côté de l'église Saint-Aubin et du cimetière                |       | À déterminer | à géolocaliser | Monument aux morts |
| Monument aux morts | Jean Gauquelin  | Caligny                        | À côté de l'église Saint-Éloi                                 |       | 1921         | à géolocaliser | Monument aux morts |
| Monument aux morts | À déterminer    | Camembert                      | Dans le cimetière, à côté de l'église Notre-Dame              |       | À déterminer | à géolocaliser | Monument aux morts |
| Monument aux morts | Robert Gaullier | Ceton                          | À côté de l'église Saint-Pierre-ès-Liens                      |       | À déterminer | à géolocaliser | Monument aux morts |
| Monument aux morts | À déterminer    | La Mesnière                    | À déterminer                                                  |       | À déterminer | à géolocaliser | Monument aux morts |
| Monument aux morts | À déterminer    | Montmerrei                     | À déterminer                                                  |       | À déterminer | à géolocaliser | Monument aux morts |
| Monument aux morts | À déterminer    | Saint-Aubin-de-Bonneval        | À côté de l'église Saint-Aubin                                |       | À déterminer | à géolocaliser | Monument aux morts |
| Monument aux morts | À déterminer    | Saint-Langis-lès-Mortagne      | À côté de l'église Saint-Langis                               |       | À déterminer | à géolocaliser | Monument aux morts |
| Monument aux morts | À déterminer    | Sainte-Marguerite-de-Carrouges | Dans le cimetière                                             |       | À déterminer | à géolocaliser | Image manquante    |
| Monument aux morts | À déterminer    | Villebadin                     | Dans le cimetière, à côté de l'église Saint-Jean              |       | À déterminer | à géolocaliser | Monument aux morts |

## Pas-de-Calais
Pour un article plus général, voir Liste des monuments aux morts dans le Pas-de-Calais.
Le département du Pas-de-Calais compte 87 monuments aux morts surmontés d'une croix de guerre.
| Œuvre              | Auteur       | Commune                           | Localisation                                     | Notes                         | Installation | Coordonnées    | Illustration |
| ------------------ | ------------ | --------------------------------- | ------------------------------------------------ | ----------------------------- | ------------ | -------------- | --- |
| Monument aux morts | À déterminer | Achiet-le-Grand                   | À déterminer                                     |                               | 1924         | à géolocaliser | Monument aux morts« Monument aux morts d'Achiet-le-Grand », sur Wikipasdecalais                                                 |
| Monument aux morts | À déterminer | Achiet-le-Petit                   | À déterminer                                     |                               | À déterminer | à géolocaliser | Monument aux morts« Monument aux morts d'Achiet-le-Petit », sur Wikipasdecalais                                                 |
| Monument aux morts | À déterminer | Allouagne                         | À déterminer                                     |                               | À déterminer | à géolocaliser | Monument aux morts |
| Monument aux morts | À déterminer | Amplier                           | À déterminer                                     |                               | À déterminer | à géolocaliser | Image manquante |
| Monument aux morts | À déterminer | Basseux                           | À déterminer                                     |                               | À déterminer | à géolocaliser | Monument aux morts« Le monument aux morts », sur monuments-aux-morts.fr (consulté le 5 avril 2024).                             |
| Monument aux morts | À déterminer | Béhagnies                         | À déterminer                                     |                               | À déterminer | à géolocaliser | Monument aux morts |
| Monument aux morts | À déterminer | Berlencourt-le-Cauroy (Le Cauroy) | À déterminer                                     |                               | À déterminer | à géolocaliser | Image manquante |
| Monument aux morts | À déterminer | Blessy                            | À déterminer                                     |                               | À déterminer | à géolocaliser | Monument aux morts |
| Monument aux morts | À déterminer | Boisjean                          | À déterminer                                     |                               | À déterminer | à géolocaliser | Image manquante |
| Monument aux morts | À déterminer | Bournonville                      | À déterminer                                     |                               | À déterminer | à géolocaliser | Image manquante |
| Monument aux morts | À déterminer | Bouvelinghem                      | À déterminer                                     |                               | À déterminer | à géolocaliser | Monument aux morts |
| Monument aux morts | À déterminer | Bréxent-Énocq                     | À déterminer                                     |                               | À déterminer | à géolocaliser | Monument aux morts« Le monument aux morts », sur monuments-aux-morts.fr (consulté le 10 avril 2024).                            |
| Monument aux morts | À déterminer | Cagnicourt                        | À déterminer                                     |                               | À déterminer | à géolocaliser | Monument aux morts« Le monument aux morts », sur monuments-aux-morts.fr (consulté le 10 avril 2024).                            |
| Monument aux morts | À déterminer | Cormont                           | À déterminer                                     |                               | À déterminer | à géolocaliser | Monument aux morts« Monument aux morts de Cormont », sur Wikipasdecalais                                                        |
| Monument aux morts | À déterminer | Duisans                           | À déterminer                                     |                               | À déterminer | à géolocaliser | Image manquante |
| Monument aux morts | À déterminer | Écoivres                          | À déterminer                                     |                               | À déterminer | à géolocaliser | Image manquante |
| Monument aux morts | À déterminer | Écoust-Saint-Mein                 | À déterminer                                     |                               | À déterminer | à géolocaliser | Monument aux morts« Le monument aux morts d'Écoust-Saint-Mein », sur monuments-aux-morts.fr (consulté le 24 avril 2024).        |
| Monument aux morts | À déterminer | Ecquedecques                      | À déterminer                                     |                               | À déterminer | à géolocaliser | Monument aux morts« Le monument aux morts d'Ecquedecques », sur monuments-aux-morts.fr (consulté le 24 avril 2024).             |
| Monument aux morts | À déterminer | Éterpigny                         | À déterminer                                     |                               | À déterminer | à géolocaliser | Monument aux morts« Monument aux morts d'Éterpigny », sur Wikipasdecalais                                                       |
| Monument aux morts | À déterminer | Étrun                             | À déterminer                                     |                               | À déterminer | à géolocaliser | Image manquante |
| Monument aux morts | À déterminer | Famechon                          | À déterminer                                     |                               | À déterminer | à géolocaliser | Image manquante |
| Monument aux morts | À déterminer | Foncquevillers                    | Place de la commune                              |                               | 1925         | à géolocaliser | Monument aux morts« Le monument aux morts de Foncquevillers », sur monuments-aux-morts.fr (consulté le 29 avril 2024).          |
| Monument aux morts | À déterminer | Foncquevillers                    | Place de la commune                              |                               | 1925         | à géolocaliser | Monument aux morts |
| Monument aux morts | À déterminer | Fosseux                           | Rue d'Arras                                      |                               | À déterminer | à géolocaliser | Image manquante |
| Monument aux morts | À déterminer | Frémicourt                        | Grande rue                                       |                               | À déterminer | à géolocaliser | Monument aux morts« Le monument aux morts de Frémicourt », sur monuments-aux-morts.fr (consulté le 8 mai 2024).                 |
| Monument aux morts | À déterminer | Frencq                            | Dans le cimetière                                |                               | 1923         | à géolocaliser | Monument aux morts« Le monument aux morts de Frencq », sur monuments-aux-morts.fr (consulté le 8 mai 2024).                     |
| Monument aux morts | À déterminer | Fréthun                           | Place Philippe-Cocquet                           |                               |              | à géolocaliser | Monument aux morts« Le monument aux morts de Fréthun », sur monuments-aux-morts.fr (consulté le 8 mai 2024).                    |
| Monument aux morts | À déterminer | Frévin-Capelle                    | Près de l'église                                 |                               |              | à géolocaliser | Monument aux morts« Le monument aux morts de Frévin-Capelle », sur monuments-aux-morts.fr (consulté le 8 mai 2024).             |
| Monument aux morts | À déterminer | Givenchy-le-Noble                 | Place de la commune                              |                               |              | à géolocaliser | Monument aux morts« Le monument aux morts de Givenchy-le-Noble », sur monuments-aux-morts.fr (consulté le 10 mai 2024).         |
| Monument aux morts | À déterminer | Gouy-en-Artois                    | Près de l'église                                 |                               |              | à géolocaliser | Image manquante |
| Monument aux morts | À déterminer | Gouy-Saint-André                  | Place de l'église                                |                               |              | à géolocaliser | Monument aux morts« Le monument aux morts de Gouy-Saint-André », sur monuments-aux-morts.fr (consulté le 10 mai 2024).          |
| Monument aux morts | À déterminer | Grincourt-lès-Pas                 | Cimetière communal                               |                               |              | à géolocaliser | Image manquante |
| Monument aux morts | À déterminer | Guisy                             | Près de l'église                                 |                               |              | à géolocaliser | Monument aux morts« Le monument aux morts de Guisy », sur monuments-aux-morts.fr (consulté le 21 mai 2024).                     |
| Monument aux morts | À déterminer | Halinghen                         | Près de l'église                                 |                               |              | à géolocaliser | Monument aux morts« Le monument aux morts de Halinghen », sur monuments-aux-morts.fr (consulté le 21 mai 2024).                 |
| Monument aux morts | À déterminer | Hannescamps                       | Angle des rues de Foncquevillers et de Bucquoy   |                               |              | à géolocaliser | Monument aux morts« Le monument aux morts de Hannescamps », sur monuments-aux-morts.fr (consulté le 24 mai 2024).               |
| Monument aux morts | À déterminer | Haucourt                          | Place                                            |                               |              | à géolocaliser | Monument aux morts« Le monument aux morts de Haucourt », sur monuments-aux-morts.fr (consulté le 25 mai 2024).                  |
| Monument aux morts | À déterminer | Haut-Loquin                       | Cimetière communal                               |                               |              | à géolocaliser | Monument aux morts« Le monument aux morts de Haut-Loquin », sur monuments-aux-morts.fr (consulté le 25 mai 2024).               |
| Monument aux morts | À déterminer | Hendecourt-lès-Ransart            | Place de l'église                                |                               |              | à géolocaliser | Monument aux morts« Le monument aux morts d'Hendecourt-lès-Ransart », sur monuments-aux-morts.fr (consulté le 25 mai 2024).     |
| Monument aux morts | À déterminer | Héninel                           | Près de l'église                                 |                               |              | à géolocaliser | Monument aux morts« Le monument aux morts d'Héninel », sur monuments-aux-morts.fr (consulté le 25 mai 2024).                    |
| Monument aux morts | À déterminer | Hénu                              | À l'entrée du village                            |                               |              | à géolocaliser | Image manquante |
| Monument aux morts | À déterminer | La Herlière                       | Place de la commune                              |                               |              | à géolocaliser | Image manquante |
| Monument aux morts | À déterminer | Hermin                            | Près de l'église                                 |                               |              | à géolocaliser | Monument aux morts« Le monument aux morts d'Hermin », sur monuments-aux-morts.fr (consulté le 29 mai 2024).                     |
| Monument aux morts | À déterminer | Hubersent                         | Cimetière communal                               |                               | 1922         | à géolocaliser | Monument aux morts« Le monument aux morts d'Hubersent », sur monuments-aux-morts.fr (consulté le 1er juin 2024).                |
| Monument aux morts | À déterminer | Hydrequent                        | Cimetière communal                               | Hydrequent, hameau de Rinxent | À déterminer | à géolocaliser | Image manquante |
| Monument aux morts | À déterminer | Inchy-en-Artois                   | Place de la commune                              |                               |              | à géolocaliser | Monument aux morts« Le monument aux morts d'Inchy-en-Artois », sur monuments-aux-morts.fr (consulté le 7 juin 2024).            |
| Monument aux morts | À déterminer | Lagnicourt-Marcel                 |                                                  |                               | 1927         | à géolocaliser | Monument aux morts« Le monument aux morts de Lagnicourt-Marcel », sur monuments-aux-morts.fr (consulté le 16 juin 2024).        |
| Monument aux morts | À déterminer | Lattre-Saint-Quentin              | Rue principale                                   |                               |              | à géolocaliser | Image manquante |
| Monument aux morts | À déterminer | Lestrem                           |                                                  |                               |              | à géolocaliser | Image manquante |
| Monument aux morts | À déterminer | Licques                           | Place de la commune                              |                               |              | à géolocaliser | Monument aux morts« Le monument aux morts de Licques », sur monuments-aux-morts.fr (consulté le 15 juillet 2024).               |
| Monument aux morts | À déterminer | Liencourt                         | Près de l'église                                 |                               |              | à géolocaliser | Monument aux morts« Le monument aux morts de Liencourt », sur monuments-aux-morts.fr (consulté le 15 juillet 2024).             |
| Monument aux morts | À déterminer | Ligny-Thilloy                     | Face à la mairie                                 |                               |              | à géolocaliser | Monument aux morts« Le monument aux morts de Ligny-Thilloy », sur monuments-aux-morts.fr (consulté le 15 juillet 2024).         |
| Monument aux morts | À déterminer | Lozinghem                         | Près de l'église                                 |                               |              | à géolocaliser | Monument aux morts« Le monument aux morts de Lozinghem », sur monuments-aux-morts.fr (consulté le 15 juillet 2024).             |
| Monument aux morts | À déterminer | Magnicourt-sur-Canche             | Intersection rue de la Canche et rue d’en Haut   |                               |              | à géolocaliser | Monument aux morts« Le monument aux morts de Magnicourt-sur-Canche », sur monuments-aux-morts.fr (consulté le 15 juillet 2024). |
| Monument aux morts | À déterminer | Maisnil                           | Près de l'église                                 |                               |              | à géolocaliser | Monument aux morts« Le monument aux morts de Maisnil », sur monuments-aux-morts.fr (consulté le 16 août 2024).                  |
| Monument aux morts | À déterminer | Mont-Saint-Éloi                   | Cimetière communal                               |                               |              | à géolocaliser | Image manquante |
| Monument aux morts | À déterminer | Moulle                            | Cimetière communal                               |                               |              | à géolocaliser | Monument aux morts« Le monument aux morts de Moulle », sur monuments-aux-morts.fr (consulté le 8 octobre 2024).                 |
| Monument aux morts | À déterminer | Mouriez                           | Cimetière communal                               |                               |              | à géolocaliser | Image manquante |
| Monument aux morts | À déterminer | Moyenneville                      | Place                                            |                               |              | à géolocaliser | Monument aux morts« Le monument aux morts de Moyenneville », sur monuments-aux-morts.fr (consulté le 9 octobre 2024).           |
| Monument aux morts | À déterminer | Nédonchel                         | Cimetière communal                               |                               |              | à géolocaliser | Monument aux morts« Le monument aux morts de Nédonchel », sur monuments-aux-morts.fr (consulté le 10 octobre 2024).             |
| Monument aux morts | À déterminer | Œuf-en-Ternois                    | Rue principale                                   | Commun avec Guinecourt        |              | à géolocaliser | Image manquante |
| Monument aux morts | À déterminer | Pittefaux                         |                                                  |                               |              | à géolocaliser | Monument aux morts« Le monument aux morts de Pittefaux », sur monuments-aux-morts.fr (consulté le 9 août 2024).                 |
| Monument aux morts | À déterminer | Pommier                           | Près de l'église                                 |                               | 1922         | à géolocaliser | Monument aux morts« Le monument aux morts de Pommier », sur monuments-aux-morts.fr (consulté le 22 novembre 2024).              |
| Monument aux morts | À déterminer | Le Portel                         | Près de l'église                                 |                               | 1923         | à géolocaliser | Image manquante |
| Monument aux morts | À déterminer | Quercamps                         | Près de l'église                                 |                               | 1926         | à géolocaliser | Monument aux morts« Le monument aux morts du Quercamps », sur monuments-aux-morts.fr (consulté le 1er décembre 2024).           |
| Monument aux morts | À déterminer | Quiéry-la-Motte                   | Angle Grand’Rue et rue de l’Église               |                               | 1928         | à géolocaliser | Monument aux morts« Le monument aux morts de Quiéry-la-Motte », sur monuments-aux-morts.fr (consulté le 21 octobre 2024).       |
| Monument aux morts | À déterminer | Ancienne commune de Quœux         | Près de l'église                                 |                               |              | à géolocaliser | Monument aux morts« Le monument aux morts de Quœux », sur monuments-aux-morts.fr (consulté le 21 octobre 2024).                 |
| Monument aux morts | À déterminer | Robecq                            | Près de l'église                                 |                               | À déterminer | à géolocaliser | Monument aux morts« Le monument aux morts de Robecq », sur monuments-aux-morts.fr (consulté le 10 janvier 2025).                |
| Monument aux morts | À déterminer | Rocquigny                         | Près de l'église                                 |                               | À déterminer | à géolocaliser | Monument aux morts« Le monument aux morts de Rocquigny », sur monuments-aux-morts.fr (consulté le 10 janvier 2025).             |
| Monument aux morts | À déterminer | Ruminghem                         | Cimetière communal                               |                               | À déterminer | à géolocaliser | Monument aux morts« Le monument aux morts de Ruminghem », sur monuments-aux-morts.fr (consulté le 10 février 2025).             |
| Monument aux morts | À déterminer | Sailly-au-Bois                    | Place du village                                 |                               | À déterminer | à géolocaliser | Monument aux morts« Le monument aux morts de Sailly-au-Bois », sur monuments-aux-morts.fr (consulté le 10 février 2025).        |
| Monument aux morts | À déterminer | Saint-Augustin                    | Place du village de Rebecques (ancienne commune) |                               | À déterminer | à géolocaliser | Monument aux morts« Le monument aux morts de Saint-Augustin », sur monuments-aux-morts.fr (consulté le 3 mars 2025).            |
| Monument aux morts | À déterminer | Saint-Martin-sur-Cojeul           | Place du village                                 |                               | À déterminer | à géolocaliser | Monument aux morts« Le monument aux morts de Saint-Martin-sur-Cojeul », sur monuments-aux-morts.fr (consulté le 18 mars 2025).  |
| Monument aux morts | À déterminer | Vendin-lès-Béthune                | À déterminer                                     |                               | À déterminer | à géolocaliser | Monument aux morts |

## Puy-de-Dôme
| Œuvre              | Auteur       | Commune                 | Localisation                                     | Notes | Installation | Coordonnées                      | Illustration       |
| ------------------ | ------------ | ----------------------- | ------------------------------------------------ | ----- | ------------ | -------------------------------- | ------------------ |
| Monument aux morts | À déterminer | Briffons                | Devant l'église                                  |       | À déterminer | 45° 41′ 58″ nord, 2° 39′ 29″ est | Monument aux morts |
| Monument aux morts | À déterminer | Giat                    | Dans le village de Villevergne, au sud du lavoir |       | À déterminer | 45° 46′ 24″ nord, 2° 26′ 29″ est | Monument aux morts |
| Monument aux morts | À déterminer | Ménétrol                | À déterminer                                     |       | À déterminer | à géolocaliser                   | Image manquante    |
| Monument aux morts | À déterminer | Saint-Alyre-ès-Montagne | À déterminer                                     |       | À déterminer | à géolocaliser                   | Monument aux morts |

## Pyrénées-Orientales
| Œuvre              | Auteur       | Commune  | Localisation | Notes | Installation | Coordonnées    | Illustration    |
| ------------------ | ------------ | -------- | ------------ | ----- | ------------ | -------------- | --------------- |
| Monument aux morts | À déterminer | Brouilla | À déterminer |       | À déterminer | à géolocaliser | Image manquante |

## Saône-et-Loire
| Œuvre              | Auteur       | Commune                     | Localisation | Notes | Installation | Coordonnées    | Illustration       |
| ------------------ | ------------ | --------------------------- | ------------ | ----- | ------------ | -------------- | ------------------ |
| Monument aux morts | À déterminer | Baugy                       | À déterminer |       | À déterminer | à géolocaliser | Monument aux morts |
| Monument aux morts | À déterminer | Châtenay                    | À déterminer |       | À déterminer | à géolocaliser | Monument aux morts |
| Monument aux morts | À déterminer | L'Hôpital-le-Mercier        | À déterminer |       | À déterminer | à géolocaliser | Monument aux morts |
| Monument aux morts | À déterminer | Laives                      | À déterminer |       | À déterminer | à géolocaliser | Image manquante    |
| Monument aux morts | À déterminer | Meulin                      | À déterminer |       | À déterminer | à géolocaliser | Monument aux morts |
| Monument aux morts | À déterminer | Pressy-sous-Dondin          | À déterminer |       | À déterminer | à géolocaliser | Monument aux morts |
| Monument aux morts | À déterminer | Saint-Didier-en-Brionnais   | À déterminer |       | À déterminer | à géolocaliser | Monument aux morts |
| Monument aux morts | À déterminer | Saint-Martin-de-Lixy        | À déterminer |       | À déterminer | à géolocaliser | Image manquante    |
| Monument aux morts | À déterminer | Saint-Martin-sous-Montaigu  | À déterminer |       | À déterminer | à géolocaliser | Image manquante    |
| Monument aux morts | À déterminer | Saint-Symphorien-d'Ancelles | À déterminer |       | À déterminer | à géolocaliser | Monument aux morts |
| Monument aux morts | À déterminer | Sarry                       | À déterminer |       | À déterminer | à géolocaliser | Monument aux morts |

## Sarthe
| Œuvre              | Auteur       | Commune    | Localisation | Notes | Installation | Coordonnées    | Illustration       |
| ------------------ | ------------ | ---------- | ------------ | ----- | ------------ | -------------- | ------------------ |
| Monument aux morts | À déterminer | Bonnétable | À déterminer |       | À déterminer | à géolocaliser | Image manquante    |
| Monument aux morts | À déterminer | Roullée    | À déterminer |       | À déterminer | à géolocaliser | Monument aux morts |

## Savoie
| Œuvre              | Auteur       | Commune         | Localisation                 | Notes | Installation | Coordonnées    | Illustration    |
| ------------------ | ------------ | --------------- | ---------------------------- | ----- | ------------ | -------------- | --------------- |
| Monument aux morts | À déterminer | Aillon-le-Vieux | À déterminer                 |       | À déterminer | à géolocaliser | Image manquante |
| Monument aux morts | À déterminer | Aime            | Ancienne commune de Longefoy |       | À déterminer | à géolocaliser | Image manquante |
| Monument aux morts | À déterminer | Aime            | Ancienne commune de Tessens  |       | À déterminer | à géolocaliser | Image manquante |
| Monument aux morts | À déterminer | Arith           | À déterminer                 |       | À déterminer | à géolocaliser | Image manquante |
| Monument aux morts | À déterminer | Sonnaz          | À déterminer                 |       | À déterminer | à géolocaliser | Image manquante |

## Seine-Maritime
| Œuvre              | Auteur       | Commune                 | Localisation                          | Notes | Installation | Coordonnées    | Illustration       |
| ------------------ | ------------ | ----------------------- | ------------------------------------- | ----- | ------------ | -------------- | ------------------ |
| Monument aux morts | À déterminer | Angerville-Bailleul     | À déterminer                          |       | À déterminer | à géolocaliser | Image manquante    |
| Monument aux morts | À déterminer | Auberville-la-Campagne  | À déterminer                          |       | À déterminer | à géolocaliser | Monument aux morts |
| Monument aux morts | À déterminer | Haudricourt             | À déterminer                          |       | À déterminer | à géolocaliser | Monument aux morts |
| Monument aux morts | À déterminer | Saint-Vaast-Dieppedalle | À déterminer                          |       | À déterminer | à géolocaliser | Monument aux morts |
| Monument aux morts | À déterminer | Senneville-sur-Fécamp   | Dans le cimetière, à côté de l'église |       | À déterminer | à géolocaliser | Image manquante    |
| Monument aux morts | À déterminer | Sorquainville           | À déterminer                          |       | À déterminer | à géolocaliser | Monument aux morts |
| Monument aux morts | À déterminer | Trémauville             | À déterminer                          |       | À déterminer | à géolocaliser | Monument aux morts |

## Seine-et-Marne
| Œuvre              | Auteur       | Commune  | Localisation | Notes | Installation | Coordonnées    | Illustration    |
| ------------------ | ------------ | -------- | ------------ | ----- | ------------ | -------------- | --------------- |
| Monument aux morts | À déterminer | Villeroy | À déterminer |       | À déterminer | à géolocaliser | Image manquante |

## Somme
| Œuvre              | Auteur       | Commune                   | Localisation                         | Notes | Installation | Coordonnées    | Illustration       |
| ------------------ | ------------ | ------------------------- | ------------------------------------ | ----- | ------------ | -------------- | ------------------ |
| Monument aux morts | À déterminer | Auchonvillers             | À déterminer                         |       | À déterminer | à géolocaliser | Monument aux morts |
| Monument aux morts | À déterminer | Beauquesne                | À déterminer                         |       | À déterminer | à géolocaliser | Image manquante    |
| Monument aux morts | À déterminer | Becquigny                 | À déterminer                         |       | À déterminer | à géolocaliser | Monument aux morts |
| Monument aux morts | À déterminer | Berny-sur-Noye            | À déterminer                         |       | À déterminer | à géolocaliser | Image manquante    |
| Monument aux morts | À déterminer | Bertangles                | À déterminer                         |       | À déterminer | à géolocaliser | Image manquante    |
| Monument aux morts | À déterminer | Bonneville                | À déterminer                         |       | À déterminer | à géolocaliser | Monument aux morts |
| Monument aux morts | À déterminer | Bouchon                   | À déterminer                         |       | À déterminer | à géolocaliser | Monument aux morts |
| Monument aux morts | À déterminer | Bouvincourt-en-Vermandois | À déterminer                         |       | À déterminer | à géolocaliser | Image manquante    |
| Monument aux morts | À déterminer | Braches                   | À déterminer                         |       | À déterminer | à géolocaliser | Image manquante    |
| Monument aux morts | À déterminer | Carrépuis                 | À déterminer                         |       | À déterminer | à géolocaliser | Image manquante    |
| Monument aux morts | À déterminer | Chilly                    | À déterminer                         |       | À déterminer | à géolocaliser | Monument aux morts |
| Monument aux morts | À déterminer | Chuignolles               | À déterminer                         |       | À déterminer | à géolocaliser | Monument aux morts |
| Monument aux morts | À déterminer | Coisy                     | À déterminer                         |       | À déterminer | à géolocaliser | Image manquante    |
| Monument aux morts | À déterminer | Cramont                   | À déterminer                         |       | À déterminer | à géolocaliser | Monument aux morts |
| Monument aux morts | À déterminer | Croix-Moligneaux          | À déterminer                         |       | À déterminer | à géolocaliser | Image manquante    |
| Monument aux morts | À déterminer | Curchy                    | À déterminer                         |       | À déterminer | à géolocaliser | Image manquante    |
| Monument aux morts | À déterminer | Curlu                     | À déterminer                         |       | À déterminer | à géolocaliser | Image manquante    |
| Monument aux morts | À déterminer | Daours                    | À déterminer                         |       | À déterminer | à géolocaliser | Image manquante    |
| Monument aux morts | À déterminer | Domvast                   | À déterminer                         |       | À déterminer | à géolocaliser | Monument aux morts |
| Monument aux morts | À déterminer | Driencourt                | À déterminer                         |       | À déterminer | à géolocaliser | Image manquante    |
| Monument aux morts | À déterminer | Embreville                | À déterminer                         |       | À déterminer | à géolocaliser | Monument aux morts |
| Monument aux morts | À déterminer | Ergnies                   | À déterminer                         |       | À déterminer | à géolocaliser | Monument aux morts |
| Monument aux morts | À déterminer | Ferrières                 | À déterminer                         |       | À déterminer | à géolocaliser | Monument aux morts |
| Monument aux morts | À déterminer | Fieffes-Montrelet         | Dans l'ancienne commune de Montrelet |       | À déterminer | à géolocaliser | Image manquante    |
| Monument aux morts | À déterminer | Flesselles                | À déterminer                         |       | À déterminer | à géolocaliser | Image manquante    |
| Monument aux morts | À déterminer | Foucaucourt-en-Santerre   | À déterminer                         |       | À déterminer | à géolocaliser | Monument aux morts |
| Monument aux morts | À déterminer | Franleu                   | À déterminer                         |       | À déterminer | à géolocaliser | Image manquante    |
| Monument aux morts | À déterminer | Franqueville              | À déterminer                         |       | À déterminer | à géolocaliser | Image manquante    |
| Monument aux morts | À déterminer | Gentelles                 | À déterminer                         |       | À déterminer | à géolocaliser | Monument aux morts |
| Monument aux morts | À déterminer | Goyencourt                | À déterminer                         |       | À déterminer | à géolocaliser | Monument aux morts |
| Monument aux morts | À déterminer | Gratibus                  | À déterminer                         |       | À déterminer | à géolocaliser | Image manquante    |
| Monument aux morts | À déterminer | Hancourt                  | À déterminer                         |       | À déterminer | à géolocaliser | Image manquante    |
| Monument aux morts | À déterminer | Harponville               | À déterminer                         |       | À déterminer | à géolocaliser | Monument aux morts |
| Monument aux morts | À déterminer | Hérissart                 | À déterminer                         |       | À déterminer | à géolocaliser | Monument aux morts |
| Monument aux morts | À déterminer | Jumel                     | À déterminer                         |       | À déterminer | à géolocaliser | Monument aux morts |
| Monument aux morts | À déterminer | La Neuville-Sire-Bernard  | À déterminer                         |       | À déterminer | à géolocaliser | Image manquante    |
| Monument aux morts | À déterminer | Le Crotoy                 | À déterminer                         |       | À déterminer | à géolocaliser | Monument aux morts |
| Monument aux morts | À déterminer | Liancourt-Fosse           | À déterminer                         |       | À déterminer | à géolocaliser | Image manquante    |
| Monument aux morts | À déterminer | Méaulte                   | À déterminer                         |       | À déterminer | à géolocaliser | Image manquante    |
| Monument aux morts | À déterminer | Méricourt-sur-Somme       | À déterminer                         |       | À déterminer | à géolocaliser | Monument aux morts |
| Monument aux morts | À déterminer | Montagne-Fayel            | À déterminer                         |       | À déterminer | à géolocaliser | Monument aux morts |
| Monument aux morts | À déterminer | Montigny-les-Jongleurs    | À déterminer                         |       | À déterminer | à géolocaliser | Image manquante    |
| Monument aux morts | À déterminer | Moyencourt                | À déterminer                         |       | À déterminer | à géolocaliser | Monument aux morts |
| Monument aux morts | À déterminer | Ovillers-la-Boisselle     | À déterminer                         |       | À déterminer | à géolocaliser | Image manquante    |
| Monument aux morts | À déterminer | Pernois                   | À déterminer                         |       | À déterminer | à géolocaliser | Monument aux morts |
| Monument aux morts | À déterminer | Pont-Noyelles             | À déterminer                         |       | À déterminer | à géolocaliser | Image manquante    |
| Monument aux morts | À déterminer | Prouville                 | À déterminer                         |       | À déterminer | à géolocaliser | Monument aux morts |
| Monument aux morts | À déterminer | Puchevillers              | À déterminer                         |       | À déterminer | à géolocaliser | Image manquante    |
| Monument aux morts | À déterminer | Remiencourt               | À déterminer                         |       | À déterminer | à géolocaliser | Image manquante    |
| Monument aux morts | À déterminer | Rouvrel                   | À déterminer                         |       | À déterminer | à géolocaliser | Image manquante    |
| Monument aux morts | À déterminer | Sains-en-Amiénois         | À déterminer                         |       | À déterminer | à géolocaliser | Monument aux morts |
| Monument aux morts | À déterminer | Saint-Aubin-Montenoy      | À déterminer                         |       | À déterminer | à géolocaliser | Monument aux morts |
| Monument aux morts | À déterminer | Saisseval                 | À déterminer                         |       | À déterminer | à géolocaliser | Monument aux morts |
| Monument aux morts | À déterminer | Tertry                    | À déterminer                         |       | À déterminer | à géolocaliser | Image manquante    |
| Monument aux morts | À déterminer | Thézy-Glimont             | À déterminer                         |       | À déterminer | à géolocaliser | Monument aux morts |
| Monument aux morts | À déterminer | Vaire-sous-Corbie         | À déterminer                         |       | À déterminer | à géolocaliser | Monument aux morts |
| Monument aux morts | À déterminer | Vaux-sur-Somme            | À déterminer                         |       | À déterminer | à géolocaliser | Image manquante    |
| Monument aux morts | À déterminer | Villeroy                  | À déterminer                         |       | À déterminer | à géolocaliser | Monument aux morts |
| Monument aux morts | À déterminer | Villers-sous-Ailly        | À déterminer                         |       | À déterminer | à géolocaliser | Monument aux morts |
| Monument aux morts | À déterminer | Villers-sur-Authie        | À déterminer                         |       | À déterminer | à géolocaliser | Monument aux morts |
| Monument aux morts | À déterminer | Voyennes                  | À déterminer                         |       | À déterminer | à géolocaliser | Image manquante    |
| Monument aux morts | À déterminer | Warsy                     | À déterminer                         |       | À déterminer | à géolocaliser | Monument aux morts |
| Monument aux morts | À déterminer | Yvrencheux                | À déterminer                         |       | À déterminer | à géolocaliser | Monument aux morts |

## Tarn-et-Garonne
| Œuvre              | Auteur       | Commune    | Localisation | Notes | Installation | Coordonnées    | Illustration       |
| ------------------ | ------------ | ---------- | ------------ | ----- | ------------ | -------------- | ------------------ |
| Monument aux morts | À déterminer | Escatalens | À déterminer |       | À déterminer | à géolocaliser | Monument aux morts |
| Monument aux morts | À déterminer | Montbeton  | À déterminer |       | À déterminer | à géolocaliser | Monument aux morts |
| Monument aux morts | À déterminer | Reyniès    | À déterminer |       | À déterminer | à géolocaliser | Monument aux morts |
| Monument aux morts | À déterminer | Vazerac    | À déterminer |       | À déterminer | à géolocaliser | Monument aux morts |

## Territoire de Belfort
| Œuvre              | Auteur       | Commune | Localisation       | Notes | Installation | Coordonnées    | Illustration    |
| ------------------ | ------------ | ------- | ------------------ | ----- | ------------ | -------------- | --------------- |
| Monument aux morts | À déterminer | Valdoie | proche de l'église |       | À déterminer | à géolocaliser | Image manquante |

## Var
Pour un article plus général, voir Liste des monuments aux morts dans le Var.
| Œuvre              | Auteur                            | Commune                     | Localisation                               | Notes            | Installation | Coordonnées                      | Illustration                             |
| ------------------ | --------------------------------- | --------------------------- | ------------------------------------------ | ---------------- | ------------ | -------------------------------- | ---------------------------------------- |
| Monument aux morts | À déterminer                      | Ampus                       | Dans le cimetière                          | En marbre blanc. | 1920         | 43° 36′ 20″ nord, 6° 22′ 44″ est | Monument aux morts                       |
| Monument aux morts | À déterminer                      | Flayosc                     | Dans le cimetière                          |                  | À déterminer | 43° 32′ 09″ nord, 6° 23′ 53″ est | Monument aux morts de Flayosc            |
| Monument aux morts | À déterminer                      | Fox-Amphoux                 | Dans le cimetière                          |                  | 1919         | 43° 35′ 07″ nord, 6° 06′ 12″ est | Monument aux morts de Fox-Amphoux        |
| Monument aux morts | Agnel (entrepreneur)              | Garéoult                    | Dans le cimetière                          |                  | 1921         | 43° 19′ 53″ nord, 6° 02′ 32″ est | Monument aux morts                       |
| Monument aux morts | Clermont (architecte)             | Le Val                      | Sur la place Louis Fournier                |                  | 1921         | 43° 26′ 18″ nord, 6° 04′ 24″ est | Monument aux morts du Val                |
| Monument aux morts | À déterminer                      | Sainte-Anastasie-sur-Issole | Dans le cimetière                          |                  | À déterminer | à géolocaliser                   | Image manquante                          |
| Monument aux morts | Paul Berthon (tailleur de pierre) | Sillans-la-Cascade          | Sur la place du verger et rue de la mairie |                  | 1922         | 43° 34′ 02″ nord, 6° 10′ 46″ est | Monument aux morts de Sillans-la-Cascade |
| Monument aux morts | À déterminer                      | Six-Fours-les-Plages        | À déterminer                               |                  | 1920         | à géolocaliser                   | Image manquante                          |
| Monument aux morts | À déterminer                      | Villecroze                  | Dans le cimetière                          |                  | À déterminer | 43° 34′ 53″ nord, 6° 16′ 13″ est | Monument aux morts de Villecroze         |

## Vendée
| Œuvre              | Auteur       | Commune       | Localisation | Notes | Installation | Coordonnées    | Illustration       |
| ------------------ | ------------ | ------------- | ------------ | ----- | ------------ | -------------- | ------------------ |
| Monument aux morts | À déterminer | Breuil-Barret | À déterminer |       | À déterminer | à géolocaliser | Monument aux morts |

## Vienne
| Œuvre              | Auteur       | Commune   | Localisation | Notes | Installation | Coordonnées    | Illustration       |
| ------------------ | ------------ | --------- | ------------ | ----- | ------------ | -------------- | ------------------ |
| Monument aux morts | À déterminer | Genouillé | À déterminer |       | À déterminer | à géolocaliser | Monument aux morts |
| Monument aux morts | À déterminer | Magné     | À déterminer |       | À déterminer | à géolocaliser | Monument aux morts |

## Vosges
| Œuvre              | Auteur       | Commune | Localisation | Notes | Installation | Coordonnées    | Illustration       |
| ------------------ | ------------ | ------- | ------------ | ----- | ------------ | -------------- | ------------------ |
| Monument aux morts | À déterminer | Villers | À déterminer |       | À déterminer | à géolocaliser | Monument aux morts |

## Yonne
Pour un article plus général, voir Liste des monuments aux morts dans l'Yonne.
| Œuvre                       | Auteur       | Commune               | Localisation                                    | Notes | Installation | Coordonnées    | Illustration                |
| --------------------------- | ------------ | --------------------- | ----------------------------------------------- | ----- | ------------ | -------------- | --------------------------- |
| Monument aux morts          | À déterminer | Arcy-sur-Cure         | Dans le cimetière                               |       | 1922         | à géolocaliser | Image manquante             |
| Monument aux morts de Vassy | À déterminer | Étaule                | À côté de l'église de la Nativité-de-Notre-Dame |       | À déterminer | à géolocaliser | Monument aux morts de Vassy |
| Monument aux morts          | À déterminer | Fontenay-près-Vézelay | À déterminer                                    |       | À déterminer | à géolocaliser | Monument aux morts          |
| Monument aux morts          | À déterminer | Neuilly               | Dans le cimetière                               |       | À déterminer | à géolocaliser | Monument aux morts          |
| Monument aux morts          | À déterminer | Villeroy              | À déterminer                                    |       | À déterminer | à géolocaliser | Monument aux morts          |

## Yvelines
| Œuvre              | Auteur       | Commune          | Localisation | Notes | Installation | Coordonnées    | Illustration       |
| ------------------ | ------------ | ---------------- | ------------ | ----- | ------------ | -------------- | ------------------ |
| Monument aux morts | À déterminer | Beynes           | À déterminer |       | À déterminer | à géolocaliser | Monument aux morts |
| Monument aux morts | À déterminer | Boissets         | À déterminer |       | À déterminer | à géolocaliser | Monument aux morts |
| Monument aux morts | À déterminer | Condé-sur-Vesgre | À déterminer |       | À déterminer | à géolocaliser | Monument aux morts |
| Monument aux morts | À déterminer | Élancourt        | À déterminer |       | À déterminer | à géolocaliser | Monument aux morts |
| Monument aux morts | À déterminer | La Hauteville    | À déterminer |       | À déterminer | à géolocaliser | Monument aux morts |
| Monument aux morts | À déterminer | Longvilliers     | À déterminer |       | À déterminer | à géolocaliser | Monument aux morts |
| Monument aux morts | À déterminer | Méré             | À déterminer |       | À déterminer | à géolocaliser | Monument aux morts |
| Monument aux morts | À déterminer | Millemont        | À déterminer |       | À déterminer | à géolocaliser | Monument aux morts |
| Monument aux morts | À déterminer | Montainville     | À déterminer |       | À déterminer | à géolocaliser | Monument aux morts |
| Monument aux morts | À déterminer | Plaisir          | À déterminer |       | À déterminer | à géolocaliser | Monument aux morts |
| Monument aux morts | À déterminer | Richebourg       | À déterminer |       | À déterminer | à géolocaliser | Monument aux morts |